# 에사르하돈
에사르하돈(Esarhaddon) 혹은 에살핫돈(신아시리아 아카드어: 𒀭𒊹𒉽𒀸, 또한 𒀭𒊹𒉽 Sumner Aššur-aḫa-iddina, 이는 "아슈르가 나에게 형제를 주었다"는 뜻이다; 성서 히브리어: אֵסַר־חַדֹּן‎ ʾĒsar-Ḥaddōn)은 기원전 681년부터 669년까지 신아시리아 제국의 왕이었다. 사르곤 왕조의 세 번째 왕인 에사르하돈은 기원전 671년에 이집트를 정복하여 제국을 세계 역사상 가장 큰 규모로 만들었으며, 그의 아버지에 의해 파괴되었던 바빌론을 재건한 것으로 가장 잘 알려져 있다.
센나케립의 장남이자 상속인인 아슈르-나딘-슈미가 기원전 694년에 붙잡혀 처형된 것으로 추정된 후, 새로운 상속인은 원래 차남인 아르다-물리수였으나, 기원전 684년에 막내아들인 에사르하돈이 대신 임명되었다. 이 결정에 분노한 아르다-물리수와 또 다른 형제인 나부-샤르-우수르는 기원전 681년에 그들의 아버지를 살해하고 신아시리아 왕위를 차지하려 했다. 부친 시해와 아르다-물리수가 왕이 되려는 야망 때문에 에사르하돈의 즉위는 어려웠고, 그는 먼저 6주간의 내전에서 형제들을 물리쳐야 했다.
형제들의 쿠데타 시도는 에사르하돈에게 예상치 못하고 곤란한 일이었으며, 그는 통치 말년까지 관료, 총독, 남성 가족 구성원에 대한 편집증과 불신에 시달렸다. 이러한 편집증의 결과로, 에사르하돈이 사용했던 대부분의 궁전은 주요 인구 밀집 지역 외부에 위치한 고보안 요새였다. 또한 남성 친척에 대한 불신으로 인해, 에사르하돈의 어머니 나키아와 딸 셰루아-에테라트와 같은 여성 친척들은 기원전 8세기 샴무라마트를 제외하고는 이전 아시리아 역사 어떤 시기보다 더 많은 영향력과 정치적 권력을 행사할 수 있었다.
편집증, 우울증, 끊임없는 질병과 함께한 짧은 재위기간에도 불구하고 에사르하돈은 가장 위대하고 성공적인 아시리아 왕 중 한 명으로 인정받고 있다. 그는 기원전 681년에 형제들을 신속하게 물리쳤고, 아시리아와 바빌로니아에서 야심차고 대규모의 건축 사업을 완료했으며, 메디아, 페르시아, 엘람, 아라비아반도, 아나톨리아, 캅카스, 레반트에서 성공적인 군사 작전을 펼쳤고, 쿠시 제국을 격파하고 이집트와 리비아를 정복했으며, 메디아인과 페르시아인에게 종속 조약을 강요했고, 그의 사망 후 제국의 통치자인 아슈르바니팔과 바빌로니아의 왕인 샤마쉬-슈마-우킨 두 아들과 상속인에게 평화적인 정권 이양을 보장했다.

## 배경

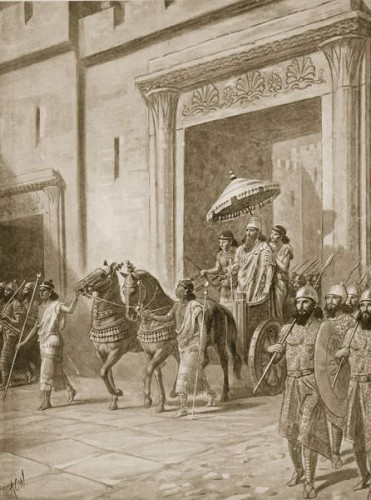
니네베에서 에사르하돈이 왕으로 인정받는 모습, 허친슨의 국가사(1915)를 위해 A. C. 웨더스톤이 그린 삽화.

에사르하돈은 3년 동안 아시리아의 태자였고 센나케립 왕의 지명된 상속자였으며, 제국 전체가 그를 지지하겠다고 맹세했음에도 불구하고, 그는 아시리아 왕위에 오르는 데 큰 어려움을 겪었다.
센나케립이 처음 선택한 후계자는 그의 장남인 아슈르-나딘-슈미로, 그는 기원전 700년경에 바빌론의 통치자로 임명되었다. 그 직후, 센나케립은 엘람인들과 그곳으로 도피한 일부 칼데아 반군을 물리치기 위해 엘람 (현대 이란 남부) 땅을 공격했다. 이 공격에 대응하여 엘람인들은 센나케립 제국의 남부 다른 경로를 통해 바빌로니아를 침공했고, 기원전 694년에 시파르 도시에서 아슈르-나딘-슈미를 성공적으로 붙잡았다. 왕자는 엘람으로 끌려갔고 아마도 처형되었을 것이며, 이로 인해 센나케립은 엘람인, 칼데아인, 바빌로니아인에게 잔인한 복수를 가했다.
아슈르-나딘-슈미의 사망 추정 후, 센나케립은 그의 둘째 아들인 아르다-물리수를 태자로 승격시켰다. 몇 년 동안 태자로 지낸 후, 아르다-물리수는 기원전 684년에 에사르하돈에 의해 상속자 자리에서 교체되었다. 아르다-물리수가 갑자기 그 중요한 직책에서 해임된 이유는 알려져 있지 않지만, 그가 매우 실망했다는 것은 분명하다. 에사르하돈은 이후의 비문에서 자신의 상속자 임명에 대한 형제들의 반응을 다음과 같이 묘사했다:
내 형들 중 내가 막내였다. 그러나 [신들] 아슈르와 샤마쉬, 벨과 나부의 명령으로, 나의 아버지는 나를 높이셨고, 나의 형제들이 모인 자리에서 샤마쉬에게 "이 아이가 나의 상속자인가?"라고 물었다. 그리고 신들은 "그는 너의 제2의 자아이다"라고 대답했다.
그러자 나의 형제들은 미쳐 날뛰었다. 그들은 니네베 한가운데서 신을 모독하며 칼을 뽑았다. 그러나 아슈르, 샤마쉬, 벨, 나부, 이슈타르, 모든 신들이 이 악당들의 행동에 분노하여 그들의 힘을 약하게 만들고 나 아래에 굴복시켰다.

아르다-물리수는 아버지에 의해 에사르하돈에게 충성을 맹세할 수밖에 없었으나, 거듭해서 센나케립에게 다시 자신을 후계자로 받아줄 것을 호소했다. 이러한 호소는 성공하지 못했고, 센나케립은 상황이 긴장되어 있음을 깨닫고 에사르하돈을 자신의 보호를 위해 서부 지방으로 유배 보냈다. 에사르하돈은 유배 생활에 불만을 품고 이를 형제들 탓으로 돌리며, 다음과 같은 말로 묘사했다.
악의적인 소문과 비방, 거짓을 그들(즉, 에사르하돈의 형제들)은 신을 모독하는 방식으로 나에게 엮어 넣었고, 거짓과 불성실함을 보였다. 그들은 내 등 뒤에서 악을 꾀했다. 신들의 뜻을 거슬러 그들은 나의 아버지의 호의적인 마음을 나에게서 멀어지게 했지만, 비밀리에 아버지의 마음은 연민으로 가득 차 있었고, 여전히 내가 왕권을 행사하기를 의도하셨다.

센나케립은 야심찬 형제들 근처에 에사르하돈을 두는 위험을 예견했지만, 자신의 생명에 대한 위험은 예견하지 못했다. 기원전 681년 10월 20일, 아르다-물리수와 센나케립의 다른 아들 나부-샤루-우수르는 니네베의 한 사원에서 그들의 아버지를 공격하여 살해했다. 그러나 왕위를 차지하려던 아르다-물리수의 꿈은 좌절되었다. 센나케립의 살해는 아르다-물리수와 그의 지지자들 사이에 마찰을 일으켜 잠재적인 대관식을 지연시켰고, 그 동안 에사르하돈은 군대를 모집했다. 이 군대를 등에 업고 그는 제국 서부의 한 지역인 하니갈바트에서 형제들이 모은 군대와 마주쳤고, 그곳에서 대부분의 병사들이 형제들을 버리고 그에게 합류했으며 적장들은 도망쳤다. 그는 그 후 저항 없이 니네베로 진군했다.
그의 아버지가 사망한 지 6주 후, 그는 니네베에서 새로운 아시리아 왕으로 받아들여지고 인정받았다. 즉위 직후, 에사르하돈은 형제들의 가족을 포함하여 손에 넣을 수 있는 모든 공모자와 정치적 적들을 처형하도록 조치했다. 니네베 왕궁의 보안과 관련된 모든 신하들은 "해고" (즉, 처형)되었다. 아르다-물리수와 나부-샤루-우수르는 아나톨리아에 위치한 아시리아 제국의 속국인 북쪽 우라르투 왕국으로 망명했기 때문에 이 숙청에서 살아남았다. 에사르하돈의 비문에 아르다-물리수와 다른 형제들에 대한 빈번한 언급은 그들의 행동에 놀랐고 괴로워했음을 나타낸다. 에사르하돈이 니네베에 입성하고 음모를 지지한 사람들을 숙청한 것을 기록한 그의 비문은 다음과 같다:
나는 나의 왕도 니네베에 기쁘게 들어갔고, 안전하게 나의 아버지의 왕좌에 앉았다. 남풍이 불어왔으니, 왕권을 행사하기에 길조인 에아의 숨결 같은 바람이었다. 하늘과 땅에는 길조가 나를 기다리고 있었고, 점술가들의 메시지, 신들과 여신들의 소식이 있었다. 끊임없이 [일부 유실] 나에게 용기를 주었다.
아시리아의 통치권을 나의 형제들에게 빼앗으려고 음모를 꾸민 반란군 병사들을 나는 마지막 한 사람까지 조사했고, 그들에게 가혹한 벌을 내렸으며, 그들의 씨앗을 멸절시켰다.

## 통치

### 편집증

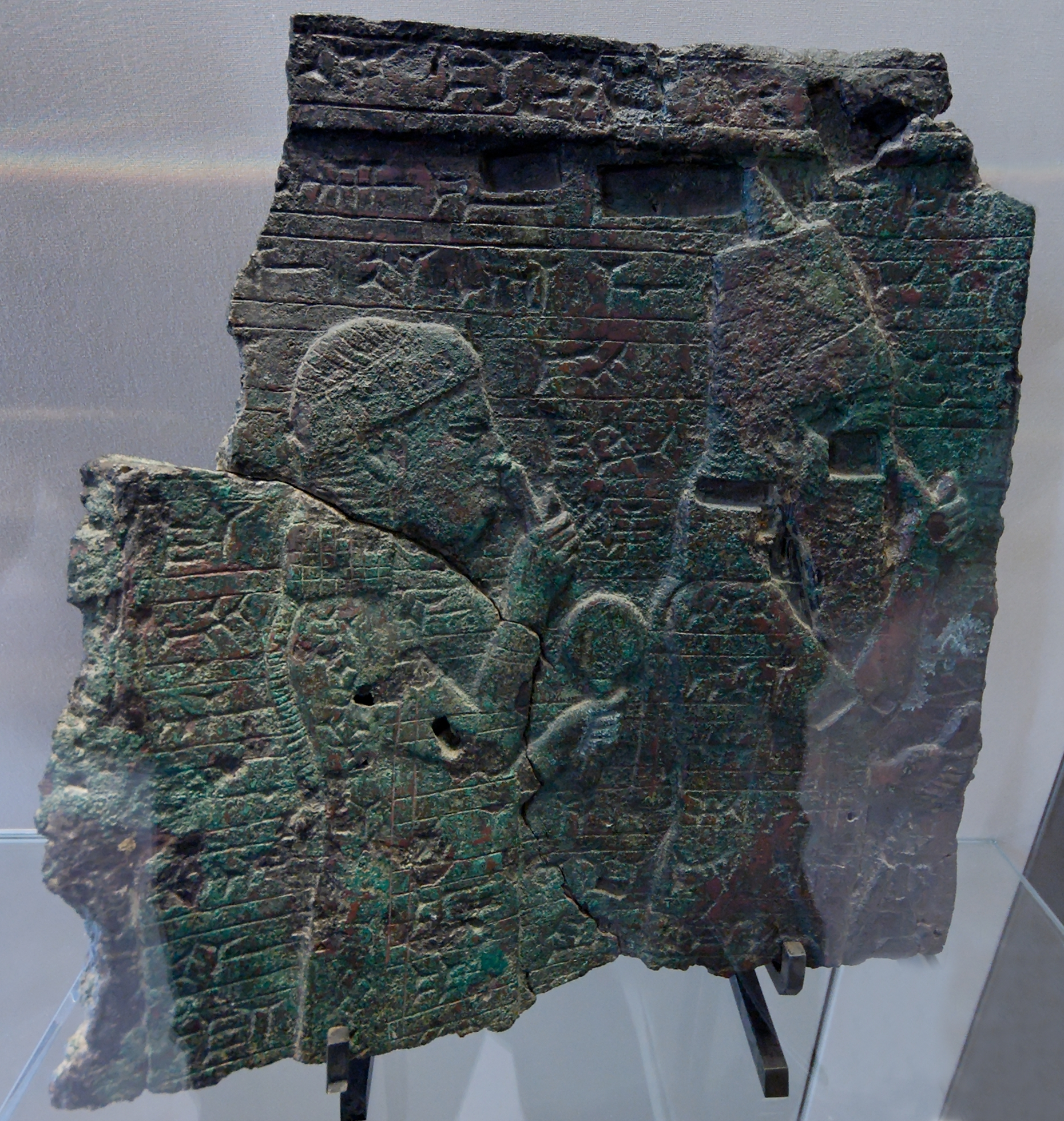
루브르 박물관에 있는 부조로, 에사르하돈(오른쪽)과 그의 어머니 나키아(왼쪽)를 묘사하고 있다. 남성 친척에 대한 불신으로 인해, 왕실 여성들은 에사르하돈의 통치 기간 동안 이전 아시리아 역사 어떤 시기보다 더 큰 정치적 영향력과 권력을 행사할 수 있었다.

혼란스러운 즉위 과정의 결과로, 에사르하돈은 그의 신하, 봉신, 가족 구성원들을 불신했다. 그는 친척이나 관리들이 자신을 해치려 하는지 여부에 대해 신탁이나 사제들의 조언을 자주 구했다. 남성 친척들에 대해 매우 불신했지만, 에사르하돈은 여성 친척들에 대해서는 편집증을 보이지 않은 것으로 보인다. 그의 통치 기간 동안 그의 아내 에샤라-함마트, 어머니 나키아 그리고 딸 셰루아-에테라트 모두 아시리아 역사 초기 시대의 여성들보다 훨씬 더 많은 영향력과 정치적 권력을 행사했다.
에사르하돈의 편집증은 그가 거주지를 선택하는 방식에서도 나타났다. 그의 주요 거주지 중 하나는 거의 200년 전 그의 전임자인 샬마네세르 3세 (재위 859–824 BC)가 원래 무기고로 건설했던 님루드 시의 궁전이었다. 이 궁전은 도시의 종교적 및 행정적 중심부에 중앙적이고 눈에 띄는 위치를 차지하는 대신, 도시 외곽에 별도의 언덕에 위치하여 잘 보호되었다. 기원전 676년에서 672년 사이에 이 궁전은 요새화되었고, 그 입구는 도시로부터 건물 전체를 완전히 봉쇄할 수 있는 난공불락의 요새로 개조되었다. 만약 이 입구들이 봉쇄되면, 궁전으로 들어가는 유일한 방법은 여러 개의 견고한 문으로 보호되는 가파르고 좁은 길을 통하는 것이었다. 비슷한 궁전 또한 도시 중심에서 멀리 떨어진 별도의 언덕에 니네베에 건설되었다.
모든 아시리아 왕들은 특정 직책에 누구를 임명할지 또는 계획된 군사 작전이 성공할지 여부와 같은 정치 및 군사 문제에 대한 조언을 위해 샤마쉬 태양신의 지침을 구했다(이는 신들로부터의 징후로 인식되는 것을 해석하여 얻어졌다). 배신 가능성에 대한 질문은 에사르하돈의 통치 기간에만 알려져 있다.
대부분의 학자들은 에사르하돈을 편집증적이라고 분류했으며, 일부는 그가 아버지의 살해 이후 편집성 인격장애를 겪었다고 주장하기도 했다. 다른 학자들은 이 용어를 사용하지 않고 단순히 그를 "불신하는" 인물로 특징지으며, 편집증은 "정의상 망상적이고 비합리적"인 반면 에사르하돈은 많은 실제 반대자와 적을 가졌을 가능성이 높다고 지적했다.

### 바빌론 재건

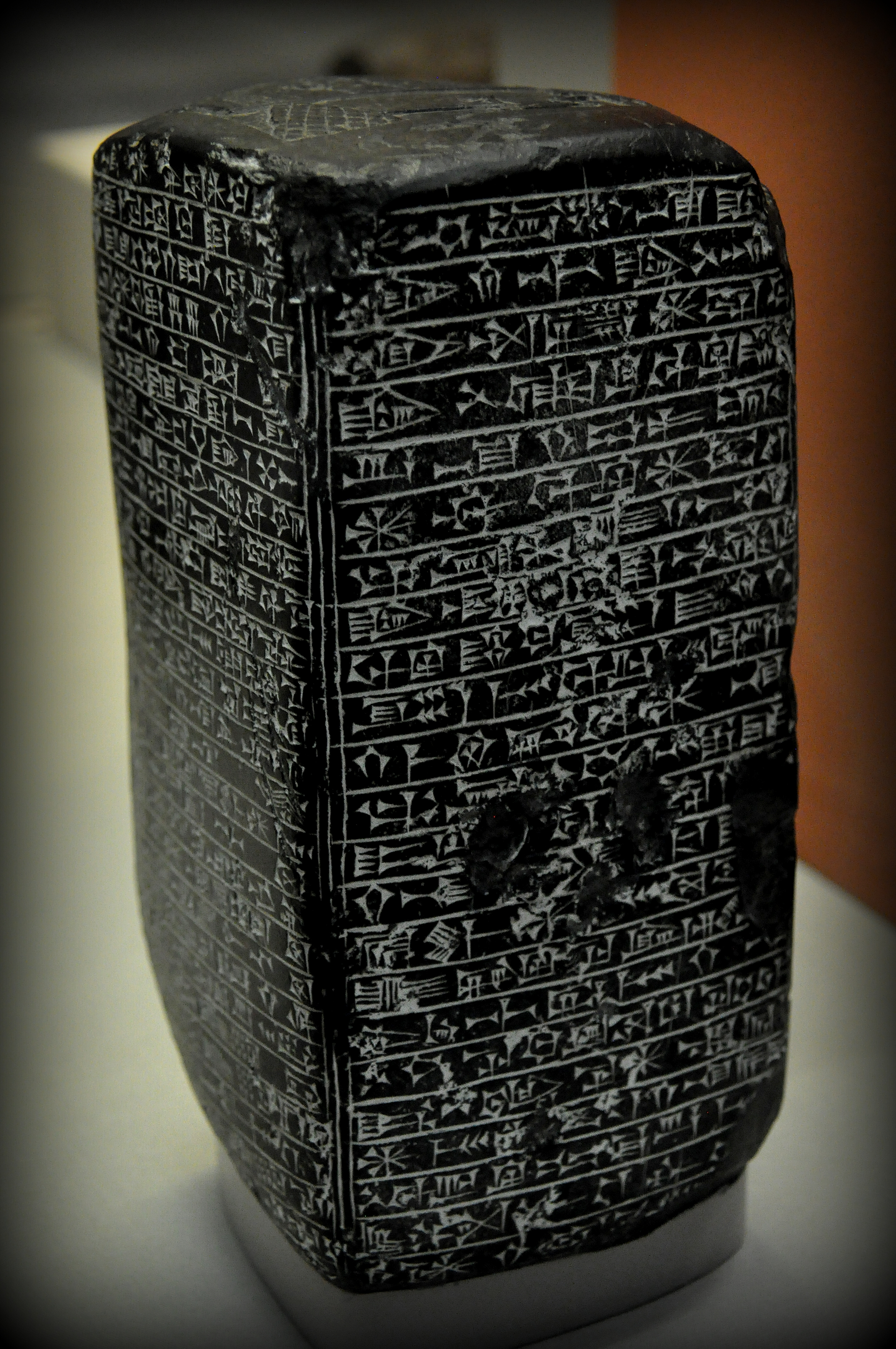
현무암으로 만들어진 에사르하돈의 검은 기념비. 수메르어와 아카드어 설형문자로 쓰여 있으며, 바빌론 재건에 대한 내용을 담고 있다. c. 기원전 670년. 대영박물관, BM 91027에 전시되어 있다.

에사르하돈은 제국 남부 지역인 바빌로니아 주민들의 지지를 확보하고자 했다. 이를 위해 왕은 이전의 어떤 통치자들보다 훨씬 더 광범위하게 남부 전역에서 건축 및 복원 사업을 후원했다. 바빌로니아는 비교적 최근에야 아시리아 제국의 내부 지역이 되었는데, 이전 세기에 아시리아 왕 티글라트-필레세르 3세에 의해 정복 및 합병될 때까지 아시리아의 봉신으로서 토착 왕들이 통치하고 있었다. 에사르하돈은 그의 건축 프로그램을 통해 이 지역에 대한 아시리아 통치의 지속적인 이점과 그가 바빌론을 토착 바빌론 왕과 같은 보살핌과 관대함으로 다스릴 의도를 가지고 있음을 보여주기를 바랐을 것이다.
바빌로니아라는 이름의 기원이 된 바빌론 도시는 천년 이상 남부 메소포타미아의 정치 중심지였다. 바빌론의 독립 염원을 억누르기 위해 에사르하돈의 아버지는 기원전 689년에 이 도시를 파괴했고, 도시의 수호신인 벨(마르두크로도 알려짐)의 마르두크상은 아시리아 영토 깊숙이 옮겨졌다. 에사르하돈이 기원전 680년에 발표한 도시 재건은 그의 가장 중요한 사업 중 하나가 되었다.
에사르하돈의 통치 기간 내내, 왕이 재건축을 감독하기 위해 임명한 관리들의 보고서는 건축 사업의 거대한 규모에 대해 이야기한다. 야심 찬 도시 복원에는 센나케립이 도시를 파괴한 이후 남겨진 엄청난 양의 잔해를 제거하고, 이 시점에 노예가 되거나 제국 전역에 흩어져 있던 많은 바빌론인들을 재정착시키고, 대부분의 건물을 재건하고, 벨에게 헌정된 거대한 사원 단지인 에사길라와 에테멘앙키라고 불리는 거대한 지구라트 단지를 복원하며, 도시의 두 내부 벽을 복원하는 작업이 포함되었다. 이 사업은 바빌론 민족에 대한 선의를 보여주는 중요한 일일 뿐만 아니라, 에사르하돈이 바빌론인들이 왕권에 부여한 필수적인 특성 중 하나를 가정할 수 있게 해주었기 때문에 중요했다. 아시리아의 왕은 일반적으로 군사적 인물로 여겨졌지만, 바빌론의 왕은 이상적으로는 건축가이자 복원가, 특히 사원 복원가였다. 그는 도시의 파괴와 자신을 연관시키지 않으려 조심하여, 바빌론의 비문에서는 자신을 "신들이 정하신" 왕으로만 칭했으며, 북부의 비문에서만 센나케립을 언급하고, 도시의 파괴를 아버지 탓이 아니라 바빌론이 "그들의 신들을 모욕"했기 때문이라고 돌렸다. 바빌론 재건에 대해 에사르하돈은 다음과 같이 기록했다:
위대한 왕, 강력한 군주, 만물의 주님, 아수르 땅의 왕, 바빌론의 통치자, 충실한 목자, 마르두크의 사랑을 받는 자, 주님의 주님, 충실한 지도자, 마르두크의 배우자 주르파니툼에게 사랑받는 자, 겸손하고 순종하며 그들의 힘을 찬양하고 어린 시절부터 그들의 신성한 위대함 앞에서 경외심을 느끼는 자 [나는 에사르하돈이다]. 이전 왕의 통치 기간에 불길한 징조가 있었을 때, 도시는 신들을 거스르고 그들의 명령에 따라 파괴되었다. 모든 것을 제자리로 되돌리고, 그들의 분노를 가라앉히고, 그들의 진노를 달래기 위해 그들이 선택한 것은 나, 에사르하돈이었다. 마르두크, 당신은 아수르 땅의 보호를 나에게 맡기셨다. 한편 바빌론의 신들은 나에게 그들의 성소를 재건하고 그들의 궁전 에사길라의 적절한 종교 의식을 새롭게 하라고 말했다. 나는 모든 일꾼들을 불러모으고 바빌로니아의 모든 백성을 징용했다. 나는 그들에게 땅을 파고 바구니에 흙을 담아 나르는 일을 시켰다.

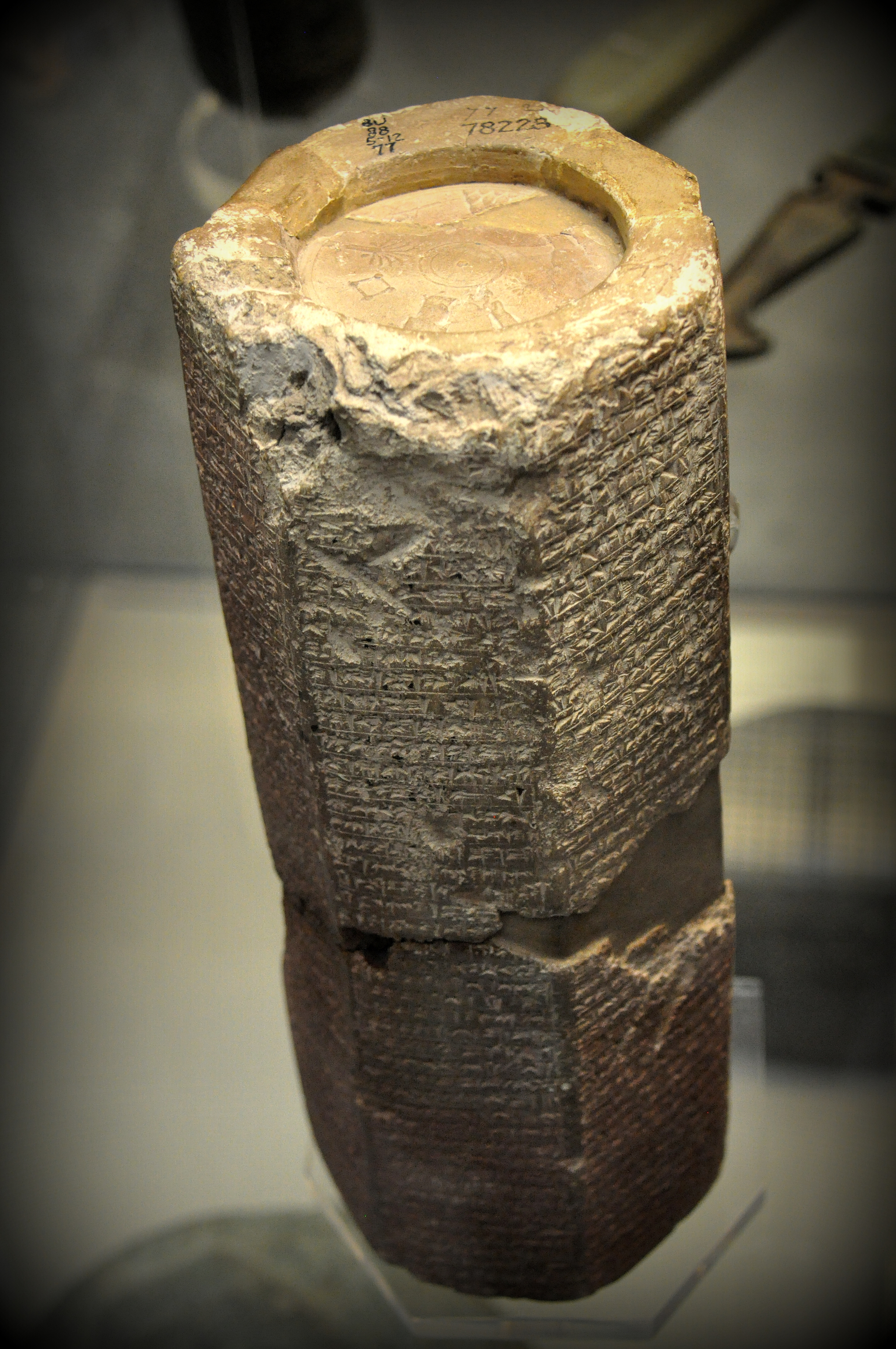
에사르하돈의 바빌론 재건에 대한 테라코타 기록. c. 기원전 670년. 대영박물관에 전시되어 있다.

에사르하돈은 도시 문, 성벽, 배수로, 안뜰, 성소 및 기타 다양한 건물과 구조물을 성공적으로 재건했다. 에사길라 재건 중에는 큰 주의를 기울였으며, 귀중한 보석, 향기로운 기름 및 향수를 기초에 매설했다. 귀금속은 사원 문을 덮는 데 사용되었고, 벨의 조각상을 안치할 받침대는 금으로 만들어졌다. 에사르하돈이 바빌론에 임명한 총독의 보고서는 재건이 바빌론인들에게 매우 잘 받아들여졌음을 확인한다:
나는 바빌론에 들어갔다. 바빌론 사람들은 나를 친절하게 맞이했고, 매일 왕을 축복하며 말하기를, "바빌론에서 빼앗기고 약탈당한 것을 그가 돌려주었다"라고 했고, 시파르에서 바브마라트까지 칼데아의 족장들은 왕을 축복하며 말하기를, "그가 바빌론 사람들을 다시 정착시켰다."라고 했다.

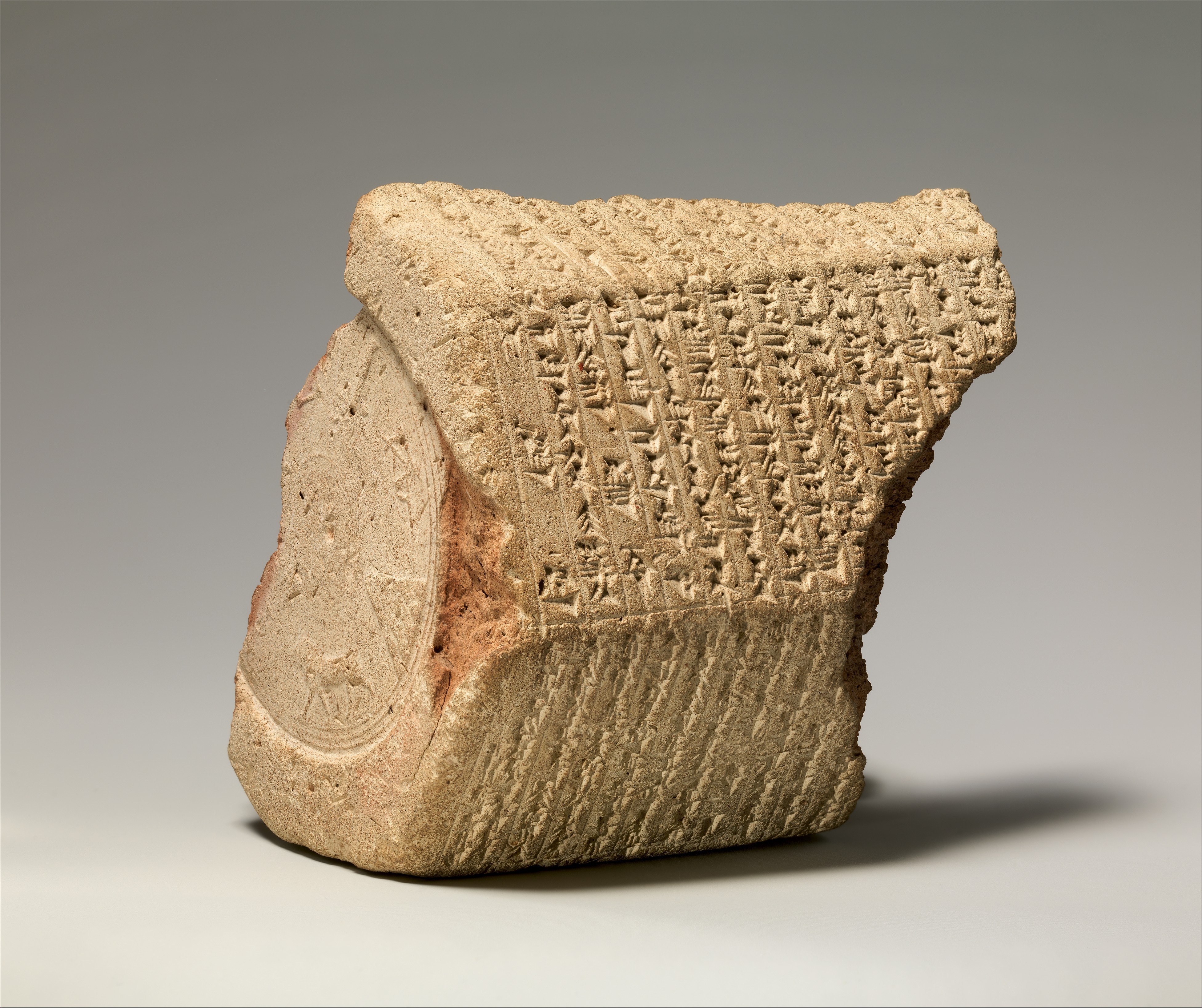
메트로폴리탄 미술관에 전시된 에사르하돈의 바빌론 재건을 묘사하는 또 다른 점토 기록.

도시의 재건은 에사르하돈의 생애 동안 완료되지 않았고, 그의 후계자들의 통치 기간에도 많은 작업이 이루어졌다. 에사르하돈의 통치 기간 동안 얼마나 많은 재건이 이루어졌는지는 불확실하지만, 그의 비문이 새겨진 돌들이 도시 사원 유적에서 발견되어 상당한 양의 작업이 완료되었음을 시사한다. 에사르하돈은 에사길라와 에테멘앙키의 거의 완전한 복원을 포함하여 그의 복원 목표 대부분을 달성했을 가능성이 높으며, 도시 성벽은 그의 후계자에 의해 완전히 복원되었을 가능성이 있다.
에사르하돈은 또한 다른 남부 도시들에서도 복원 프로그램을 후원했다. 그의 첫 통치 연도에 에사르하돈은 전쟁에서 빼앗겨 아시리아에 보관되어 있던 다양한 남부 신상들을 돌려주었다. 센나케립이 도시를 파괴한 이후, 벨 신상은 다른 여러 전통적인 바빌로니아 신상들과 함께 아시리아 북동부의 이세테 마을에 보관되어 있었다. 벨 신상은 아시리아에 남아 있었지만, 다른 신상들은 데르, 훔후미아, 시파르-아루루 도시에 반환되었다. 이듬해에는 라르사와 우루크 도시에도 신상들이 반환되었다. 바빌론에서 그랬듯이, 에사르하돈은 우루크에서도 잔해를 치우고 여신 이슈타르에게 헌정된 도시의 에안나 사원을 수리했다. 니푸르, 보르시파, 아카드 도시에서도 유사한 소규모 복원 사업이 진행되었다.
에사르하돈의 남부 지역에 대한 광범위한 건축 사업과 바빌론 왕실 전통과의 연관성 노력 때문에 일부 학자들은 그를 "아시리아의 바빌론 왕"으로 묘사하기도 했지만, 이러한 견해는 실제 왕의 노력을 오해하게 할 수도 있다. 에사르하돈은 아시리아와 바빌로니아 모두의 왕이었으며, 그의 군사 및 정치 기반은 이전 왕들과 마찬가지로 북부에 남아 있었다. 그의 남부 건축 사업은 인상적이고 야심 차며 전례 없는 것이었지만, 그는 아시리아 본토에서도 사업을 완료했으며, 비록 바빌로니아에서만큼 시민 지향적이지는 않았다. 아시리아에서 에사르하돈은 사원을 건설하고 복원했을 뿐만 아니라 궁전과 군사 요새에도 힘썼다.
에사르하돈은 남부 사업에 상응하는 북부 사업을 통해 아시리아인들을 안심시키기 위해 북부 메소포타미아의 주요 사원 중 하나인 아수르의 에사라 사원 보수를 확실히 진행했다. 아시리아의 수도인 니네베와 아르벨라 시의 사원에서도 유사한 사업이 수행되었다. 남부에서 진행된 사원 건설 사업이 북부의 사원 건설 사업과 균형을 이루었지만, 아시리아를 바빌로니아보다 우선시했다는 점은 북부에서 진행된 다양한 행정 및 군사 건설 사업과 남부에서는 그러한 사업이 완전히 없었다는 점에서 분명하다.

### 군사 작전

기원전 680년~610년 아시리아 (자주색) 북쪽 국경의 정치 지도. 우라르투 (노란색)는 에사르하돈의 주요 경쟁자 중 하나였다.

아시리아의 불안정한 정치 상황을 이용하여 스스로 해방되기를 바랐던 봉신들, 아마도 새로운 왕이 아직 자신의 입지를 확고히 하지 못했다고 믿었을 그들과 영토 확장을 열망하던 외국 세력들은 (에사르하돈의 불신에도 불구하고) 아시리아의 총독들과 병사들이 새로운 왕을 전적으로 지지하고 있음을 곧 깨달았다. 아시리아에 대한 두 가지 주요 위협은 북쪽에서 그의 형제들을 여전히 보호하고 있는 아시리아의 맹세한 적 루사스 2세 치하의 우라르투 왕국과 서쪽 국경을 괴롭히던 이란족 유목민 부족인 킴메르족이었다.
에사르하돈은 스키타이족과 동맹을 맺었는데, 그들은 기병으로 유명했으며, 킴메르족이 공격하는 것을 막기 위함이었으나 별 효과가 없었다. 기원전 679년, 킴메르족은 제국의 서쪽 끝 지방을 침공했으며, 기원전 676년에는 에사르하돈의 제국으로 더 깊이 침투하여 가는 길에 사원과 도시들을 파괴했다. 이 침공을 막기 위해 에사르하돈은 킬리키아에서 직접 군대를 이끌고 전투에 참여하여 킴메르족을 성공적으로 격퇴했다. 그의 비문에서 에사르하돈은 킴메르족의 왕 테우슈파를 직접 죽였다고 주장한다.
킴메르족의 침공이 진행되는 동안, 레반트에 있는 에사르하돈의 봉신 중 하나인 페니키아 도시 국가 시돈이 그의 통치에 반란을 일으켰다. 시돈은 에사르하돈의 아버지가 기원전 701년에 봉신으로 삼아 아시리아에 정복된 지 얼마 되지 않은 상태였다. 에사르하돈은 그의 군대를 지중해 연안을 따라 진군시켰고 기원전 677년에 반란 도시를 점령했지만, 그 왕 압디-밀쿠티는 배를 타고 도망쳤다. 그는 1년 후에 붙잡혀 처형되었는데, 같은 해에 에사르하돈은 킴메르족을 결정적으로 격파했다. 또 다른 반란 봉신 왕인 "쿤두와 시수"(아마도 킬리키아에 위치한 곳)의 산두아리도 격파되어 처형되었다. 승리를 기념하기 위해 에사르하돈은 두 봉신 왕의 목을 그들의 귀족들의 목에 걸어 니네베를 행진하게 했다. 시돈은 아시리아의 지방으로 축소되었고, 시돈 왕의 지배하에 있던 두 도시는 다른 봉신 왕인 티레의 바알 1세에게 주어졌다. 에사르하돈은 동시대의 비문에서 시돈에 대한 그의 승리를 다음과 같이 기술했다:
나의 위엄을 두려워하지 않고, 나의 입술의 말을 듣지 않았으며, 두려운 바다를 믿고 나의 멍에를 벗어 던진 시돈의 왕 압디-밀쿠티—그의 요새 도시 시돈은 바다 한가운데에 놓여 있었다 [일부 유실]
나는 그를 물고기처럼 바다에서 건져 올려 그의 목을 베었다. 그의 아내, 그의 아들들, 그의 궁전 사람들, 재산과 물품, 귀한 돌, 색깔 있는 양모와 아마포 의복, 단풍나무와 회양목, 그의 궁전의 모든 종류의 보물들을 엄청나게 많이 가져왔다. 그의 널리 퍼진 백성들—그들을 셀 수 없었으며, 소, 양, 당나귀도 셀 수 없이 많아 아시리아로 옮겼다.

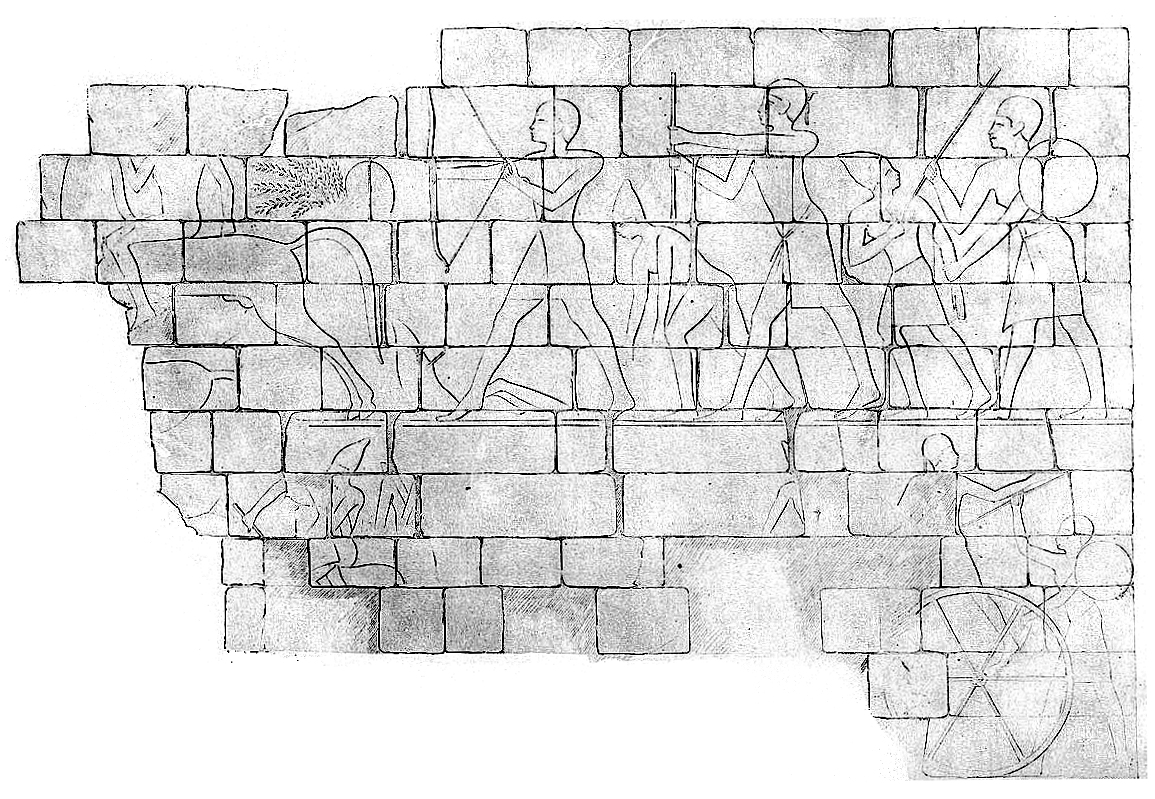
제벨 바르칼의 아문 신전의 부조로, 쿠시인들이 아시리아인을 물리치는 모습을 보여준다.

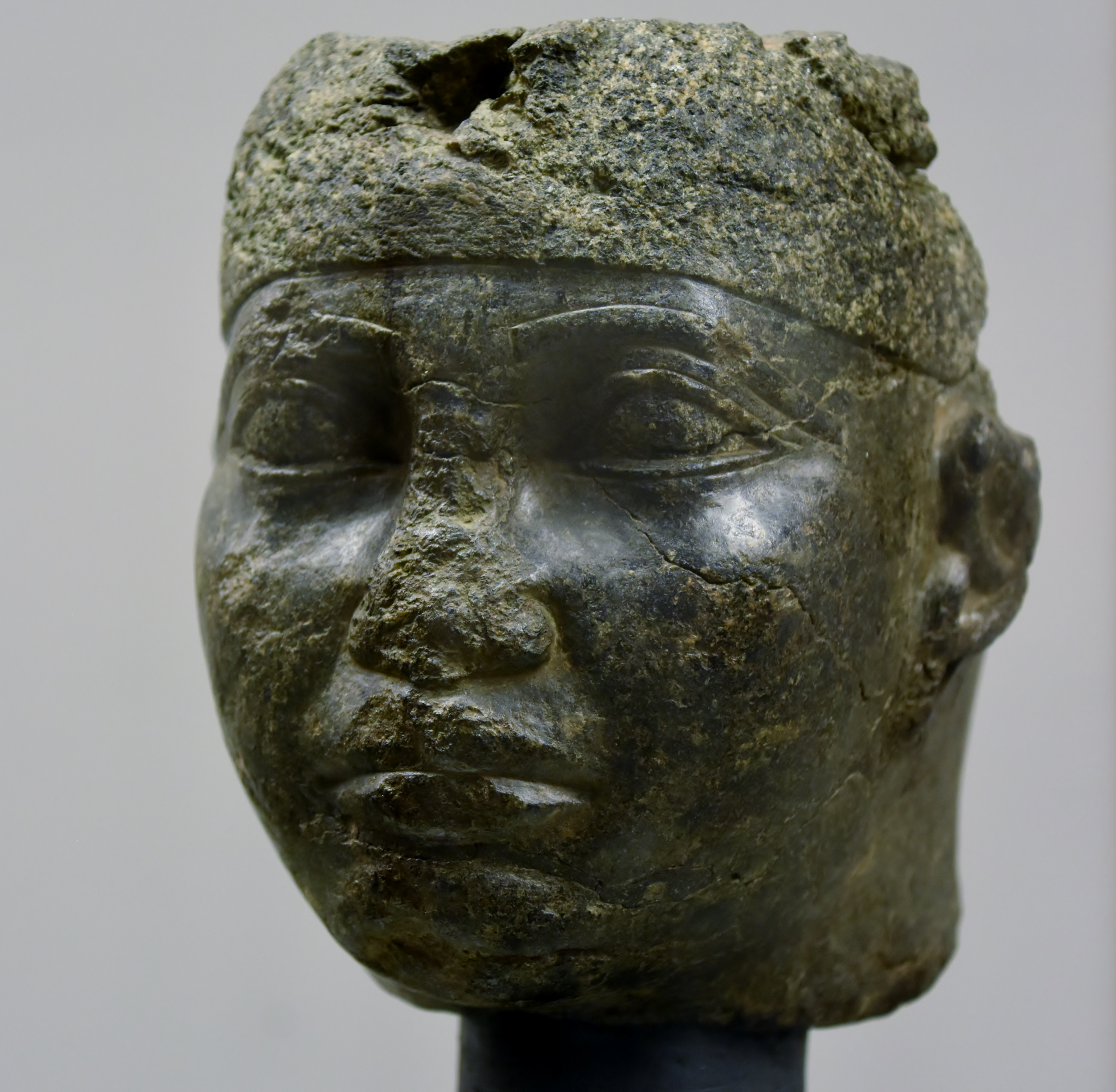
코펜하겐의 뉘 칼스베르그 글립토테크에 소장된 이집트의 "검은 파라오" 타하르카. 그는 에사르하돈의 반복되는 적이었으며, 기원전 673년에 에사르하돈의 이집트 침공을 물리쳤고, 역으로 기원전 671년에 에사르하돈에게 패배했다.

시돈과 킬리키아에서의 문제를 해결한 후, 에사르하돈은 우라르투로 관심을 돌렸다. 처음에는 우라르투와 동맹을 맺은 만나이족을 공격했지만, 기원전 673년에는 우라르투 왕국과 공개적으로 전쟁을 벌였다. 이 전쟁의 일환으로, 에사르하돈은 우라르투의 봉신 왕국인 슈프리아를 공격하고 정복했으며, 그 수도인 우부무는 반호 기슭에 위치해 있었다. 이 침공의 카수스 벨리는 슈프리아 왕이 아시리아에서 온 정치적 난민들(아마도 센나케립의 죽음 배후의 공모자들 중 일부)을 넘겨주기를 거부했기 때문이었는데, 슈프리아 왕은 오랜 서신 교환 끝에 난민들을 넘겨주기로 동의했지만, 에사르하돈은 그가 너무 오랫동안 양보하지 않았다고 생각했다. 아시리아인들이 포위 무기를 불태우려 했으나 불이 우부무로 번져 도시를 점령하고 약탈했다. 정치적 난민들은 붙잡혀 처형되었다. 슈프리아 왕이 우라르투 왕에게 넘겨주기를 거부했던 우라르투 출신 일부 범죄자들은 붙잡혀 우라르투로 보내졌는데, 이는 관계 개선을 위한 시도였을 것이다. 우부무는 수리되고 이름이 바뀌었으며 합병되었고, 두 명의 환관이 그곳의 총독으로 임명되었다.
기원전 675년, 엘람인은 바빌로니아를 침공하여 시파르를 점령했다. 당시 아시리아 군대는 아나톨리아에서 원정을 벌이고 있었기 때문에 남부 지방을 방어하기 위해 이 원정을 중단해야 했다. 이 갈등에 대한 기록은 거의 없으며, 시파르 함락은 수치스러운 일이었으므로 에사르하돈의 비문에는 언급되지 않았다. 시파르를 점령한 직후, 엘람 왕 쿰반-할타시 2세가 사망했고, 이는 새로운 엘람 왕 우르탁을 좋지 않은 상황에 처하게 했다. 아시리아와의 관계를 회복하고 더 이상의 갈등을 피하기 위해 우르탁은 침공을 포기하고 엘람인들이 훔쳤던 일부 신상들을 돌려주었다. 두 군주는 동맹을 맺고 서로의 궁정에서 자랄 자녀들을 교환했다.
에사르하돈이 왕위에 오른 지 7년째가 끝나갈 무렵인 기원전 673년 겨울, 그는 이집트를 침공했다. 몇몇 아시리아 기록만이 다루는 이 침공은 일부 학자들이 아시리아의 최악의 패배 중 하나였을 것이라고 추정하는 결과로 끝났다. 이집트인들은 수년 동안 아시리아의 반군과 불만 세력을 후원해 왔으며, 에사르하돈은 이집트를 급습하여 이 경쟁자를 한 번에 제거하기를 바랐다. 에사르하돈이 군대를 매우 빠른 속도로 진군시켰기 때문에, 아시리아인들은 이집트가 통제하던 아슈켈론 외곽에 도착했을 때 지쳐 있었고, 그곳에서 쿠시 파라오 타하르카에게 패배했다. 이 패배 이후, 에사르하돈은 당분간 이집트 정복 계획을 포기하고 니네베로 철수했다.

### 건강 악화 및 우울증
기원전 673년 에사르하돈의 첫 이집트 침공 실패 무렵, 왕의 건강이 악화되고 있음이 분명해졌다. 이는 아시리아 왕이 되기 위한 주요 조건 중 하나가 완벽한 정신적, 육체적 건강이었기 때문에 문제였다. 왕은 끊임없이 어떤 질병으로 고통받았고 종종 음식, 음료, 사람과의 접촉 없이 잠자리에서 며칠을 보냈다. 사랑하는 아내 에샤라-함마트의 기원전 672년 2월 사망은 그의 상태를 호전시키지 못했을 것이다. 현존하는 궁정 문서는 에사르하돈이 종종 슬퍼했다는 것을 압도적으로 지적한다. 그의 아내와 최근에 태어난 아기 자녀의 죽음은 에사르하돈을 우울하게 만들었다. 이는 에사르하돈의 안녕에 주로 책임이 있었던 왕의 수석 구마사 아다드-슈무-우수르가 쓴 편지에서 분명히 볼 수 있다. 그러한 편지 중 하나는 다음과 같다:
왕, 나의 주군께서 나에게 쓰신 글에 따르면: "나는 매우 슬프다; 내가 나의 이 작은 아이 때문에 이렇게 우울해지도록 우리는 어떻게 행동했는가?" 만약 치료할 수 있었다면 당신은 왕국의 절반을 내어 치료했을 것이다! 하지만 우리는 무엇을 할 수 있는가? 오 왕이시여, 나의 주군이시여, 그것은 할 수 없는 일이다.

왕궁에서 보존된 기록과 편지, 그리고 에사르하돈의 주치의들은 그의 상태를 자세히 묘사하고 있으며, 심한 구토, 끊임없는 발열, 코피, 현기증, 고통스러운 귀 통증, 설사, 우울증에 대해 언급하고 있다. 왕은 종종 자신의 죽음이 임박했다고 두려워했으며, 그의 몸 대부분, 심지어 얼굴까지 덮고 있는 영구적인 피부 발진 때문에 그를 보는 모든 사람에게 그의 상태가 분명했을 것이다. 아시리아 최고라고 할 수 있는 의사들은 당혹스러워했고 결국 그를 도울 수 없음을 고백해야 했다. 이는 다음 편지에서 분명히 나타난다:
왕이신 나의 주군은 나에게 계속 말씀하신다: "내 병의 본질을 파악하고 치료법을 찾지 못하는 이유가 무엇이냐?" 내가 이미 왕에게 직접 말씀드렸듯이, 왕의 증상은 분류할 수 없다.

아시리아인들은 질병을 신성한 형벌로 보았기 때문에, 병든 왕은 신들이 그를 지지하지 않는다는 표시로 여겨졌을 것이다. 이 때문에 에사르하돈의 건강 악화는 어떤 대가를 치르더라도 신하들에게 숨겨져야 했다. 그의 신하들이 이를 알지 못하게 하기 위해, 왕에게 접근하는 사람은 무릎을 꿇고 얼굴을 가려야 하는 고대 아시리아 왕실 전통이 유지되었다.

### 왕위 계승 계획
그 자신이 어렵게 아시리아 왕위에 올랐다는 점을 고려하여, 에사르하돈은 자신의 사망 후 정권 이양이 순조롭고 평화롭게 이루어지도록 여러 조치를 취했다. 기원전 c. 672년경 에사르하돈과 그의 봉신인 동방 메디아 왕국 우라카자바르나의 통치자 라마타야 사이에 체결된 조약은 당시 에사르하돈의 모든 아들들이 아직 미성년자였으며, 이는 문제가 될 수 있음을 분명히 보여준다. 같은 조약은 또한 에사르하돈이 사망 후 그의 후계자의 즉위를 반대할 여러 세력들이 있을 수 있음을 우려했으며, 잠재적인 반대 세력으로 후계자의 형제들, 삼촌들, 사촌들, 심지어 "이전 왕족의 후손들"과 "아시리아의 우두머리 또는 총독들 중 한 명"을 언급하고 있다.
이는 적어도 에사르하돈의 형제들 중 일부가 이 시점에도 살아 있었으며, 그들이나 그들의 자녀들이 자신의 자녀들에게 위협이 될 수 있었음을 시사한다. "이전 왕족의 후손들"이라는 언급은 에사르하돈의 할아버지 사르곤이 찬탈을 통해 아시리아 왕위를 획득했고, 이전 아시리아 왕들과 아무런 관련이 없을 수도 있다는 사실을 암시할 수 있다. 이전 왕들의 후손들이 여전히 살아있었고 아시리아 왕위에 대한 자신들의 주장을 펼칠 수 있는 위치에 있었을 가능성이 있다.
그의 죽음으로 인한 내전을 피하기 위해, 에사르하돈은 기원전 674년에 그의 장남 신-나딘-아플리를 태자로 임명했지만, 그는 불과 2년 후에 사망하여 다시 한번 계승 위기를 초래했다. 이번에는 에사르하돈이 두 명의 태자를 임명했는데, 그의 살아있는 장남 샤마쉬-슈마-우킨은 바빌론의 상속자로 선택되었고, 어린 아들인 아슈르바니팔은 아시리아의 상속자로 선택되었다. 두 왕자는 함께 수도 니네베에 도착하여 외국 대표단과 아시리아 귀족 및 병사들과 함께 축하 행사에 참여했다. 한 아들을 아시리아의 상속자로, 다른 아들을 바빌론의 상속자로 지명한 것은 새로운 아이디어였다. 과거 수십 년 동안 아시리아 왕은 동시에 바빌론의 왕이기도 했기 때문이다.
어린 아들을 아시리아의 태자로 지명하고(이는 분명 에사르하돈의 주요 칭호였다), 맏아들을 바빌론의 태자로 지명한 것은 두 아들의 어머니 때문일 수 있다. 아슈르바니팔의 어머니는 아시리아 출신이었을 가능성이 높지만, 샤마쉬-슈마-우킨은 바빌론 출신 여성의 아들이었다(확실하지는 않지만, 아슈르바니팔과 샤마쉬-슈마-우킨이 같은 어머니를 공유했을 수도 있으며, 이는 샤마쉬-슈마-우킨이 아시리아 왕위에 오를 경우 문제가 될 수 있었을 것이다). 아슈르바니팔이 다음으로 나이가 많은 아들이었으므로, 그는 왕위 계승에 더 적합한 후보였다. 에사르하돈은 아마도 바빌론 사람들이 바빌론 혈통을 가진 사람을 자신들의 왕으로 만족할 것이라고 추측했고, 따라서 샤마쉬-슈마-우킨이 바빌론과 제국의 남부 지역을 상속받도록 정했다. 에사르하돈이 작성한 조약들은 두 아들이 가질 관계에 대해 다소 불분명하다. 아슈르바니팔이 제국의 주요 상속자이며 샤마쉬-슈마-우킨은 그에게 충성 맹세를 해야 한다는 것은 분명하지만, 다른 부분에서는 아슈르바니팔이 샤마쉬-슈마-우킨의 일에 간섭하지 않아야 한다고 명시되어 있어 더 대등한 관계를 시사한다. 두 태자는 곧 아시리아 정치에 깊이 관여하게 되었고, 이는 병약한 아버지의 어깨에서 일부 짐을 덜어주었다.
에사르하돈의 어머니 나키아는 잠재적인 적들과 주장자들이 아슈르바니팔의 아시리아 왕위 등극을 지지하겠다는 맹세를 하도록 함으로써, 에사르하돈 자신의 통치를 시작하게 했던 유혈 사태를 피하기 위한 또 다른 조치를 취했다. 아슈르바니팔과 샤마쉬-슈마-우킨의 계승을 보장하기 위해, 에사르하돈 자신도 기원전 672년에 동부의 최소 6명의 독립 통치자들과 아시리아 본토 외부의 여러 총독들과 계승 조약을 체결했다. 아마도 이러한 조약을 체결한 주된 동기는 그의 형제들, 특히 아르다-물리수가 여전히 살아있고 아시리아 왕위를 주장하려 한다는 가능성이었다. 일부 비문들은 그들이 기원전 673년까지 살아있었고 자유로웠음을 시사한다.

### 이집트 정복과 대리 왕
기원전 671년 초, 에사르하돈은 다시 이집트로 진격했다. 이 두 번째 이집트 원정을 위해 모인 군대는 에사르하돈이 기원전 673년에 사용했던 것보다 훨씬 더 컸으며, 그는 이전 시도의 문제들을 피하기 위해 훨씬 느린 속도로 진군했다. 가는 길에 그는 제국 서부의 주요 도시 중 하나인 하란을 지나갔다. 이곳에서 에사르하돈의 이집트 정복이 성공적일 것이라는 예언이 왕에게 계시되었다. 에사르하돈의 사망 후 아슈르바니팔에게 보내진 편지에 따르면, 그 예언은 다음과 같았다:
에사르하돈이 이집트로 진군할 때, 하란에 백향목 사원이 세워졌다. 그곳에서 신 신은 나무 기둥에 앉아 있었고, 머리에는 두 개의 왕관을 쓰고 있었으며, 그의 앞에 신 누스쿠가 서 있었다. 에사르하돈이 들어와 왕관을 그의 머리에 썼고, 다음과 같이 선포되었다: '너는 나아가 세상을 정복할 것이다!' 그리고 그는 가서 이집트를 정복했다.

이 예언을 받은 지 3개월 후, 에사르하돈의 군대는 이집트군과의 첫 전투에서 승리했다. 예언과 초기 성공에도 불구하고, 에사르하돈은 자신의 안전을 확신하지 못했다. 이집트군을 물리친 지 불과 11일 후, 그는 어떤 종류의 징조로 인해 예고된 임박한 위험으로부터 왕을 보호하고 가리기 위한 고대 아시리아 방법인 대리 왕 의식을 거행했다. 에사르하돈은 그의 통치 초기에도 이 의식을 거행했지만, 이번에는 그로 인해 이집트 침공을 지휘할 수 없게 되었다.

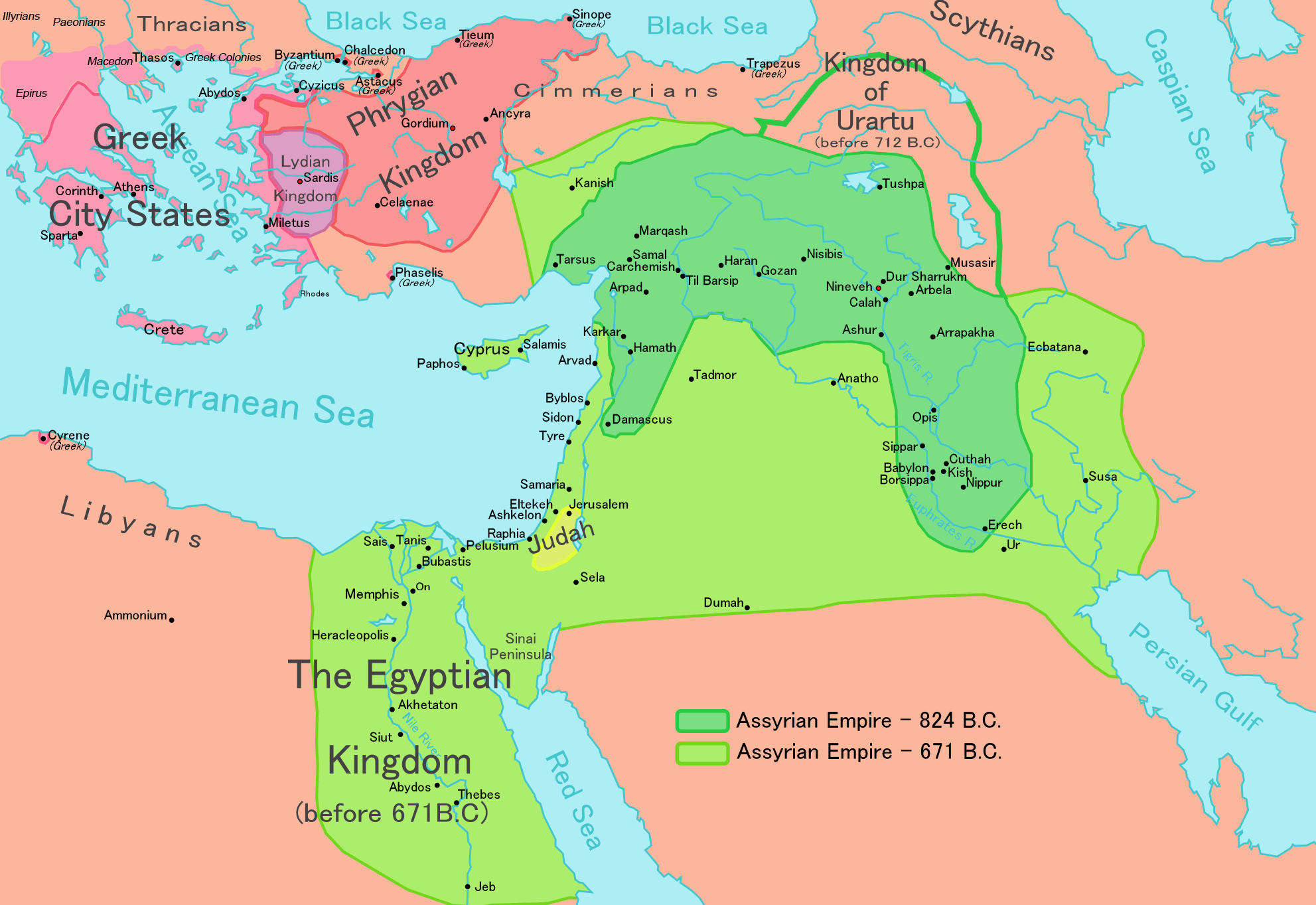
에사르하돈의 이집트 정복이 성공적으로 끝난 후인 기원전 671년의 신아시리아 제국.

"대리 왕" 의식은 아시리아 군주가 백일 동안 숨어 지내는 것을 포함하며, 그 동안 대리인(가급적 정신적 결함이 있는 사람)이 왕실 침대에서 자고 왕관과 왕실 의복을 입고 왕의 음식을 먹음으로써 왕의 자리를 대신했다. 이 백일 동안 실제 왕은 숨어 지냈으며, "농부"라는 가명으로만 알려졌다. 이 의식의 목표는 왕에게 의도된 모든 악이 대리 왕에게 집중되도록 하는 것이었으며, 백일이 끝난 후에는 무슨 일이 일어났든 상관없이 대리 왕은 살해되어 실제 군주를 안전하게 지켰다.
에사르하돈이 어떤 징조를 두려워했든, 그는 671년을 살아남았고 그 후 2년 동안 두 번 더 의식을 거행하여 거의 1년 동안 아시리아 왕으로서의 의무를 수행할 수 없었다. 이 기간 동안 제국의 민정 대부분은 그의 태자들이 감독했으며, 이집트의 군대는 아마도 그의 수석 환관 아슈르-나시르가 지휘했을 것이다. 아시리아 군대는 이집트군을 두 번 더 물리쳤고, 이집트의 수도 멤피스를 성공적으로 점령하고 약탈했다. 아시리아 군대는 티레의 바알 1세와 같이 에사르하돈에 대항하여 이집트와 동맹을 맺었던 레반트의 일부 봉신들과도 싸워야 했다.
파라오 타하르카는 도망쳤지만, 에사르하돈은 파라오의 아들, 아내를 포함한 가족과 대부분의 왕실 인사를 사로잡아 아시리아로 인질로 보냈다. 아시리아 왕에게 충성하는 총독들이 정복된 영토를 책임지게 되었다. 이집트의 패배를 기념하기 위해 세워진 그의 승리 석비에는 에사르하돈이 전쟁용 철퇴를 들고 위풍당당한 자세로 서 있고, 그의 앞에 봉신 왕이 무릎을 꿇고 있는 모습이 묘사되어 있다. 또한 패배한 파라오의 아들도 무릎을 꿇고 목에 밧줄이 감긴 채 서 있다. 이 정복으로 인해 많은 수의 이집트인들이 아시리아 본토로 재배치되었다. 그의 승리 석비에 새겨진 비문에서 발췌한 내용에서 에사르하돈은 정복을 다음과 같이 묘사했다:
나는 그의 [즉, 타하르카의] 병사들을 무수히 죽였고, 회복 불가능한 상처를 입히며 다섯 번이나 창으로 그를 쳤다. 그의 왕도 멤피스를 반나절 만에, 갱도, 터널, 돌격으로 포위하고, 점령하고, 파괴하고, 황폐하게 만들고, 불로 태워버렸다. 그의 왕비, 그의 하렘, 그의 상속자 우샤나후루, 나머지 아들과 딸들, 그의 재산과 물품, 그의 말, 소, 양을 헤아릴 수 없이 많이 아시리아로 끌고 갔다. 나는 이집트에서 쿠시의 뿌리를 뽑아냈고, 단 한 명도 나에게 복종하지 않고 도망치지 못했다. 이집트 전역에 나는 새로운 왕, 총독, 사령관, 지휘관, 감독관, 서기관을 임명했다. 아수르와 위대한 신들을 위한 제물과 고정된 공물을 영원히 정했고; 나의 왕실 공물과 세금을 매년 끊임없이 그들에게 부과했다.
나는 나의 이름이 새겨진 석비를 만들었고, 그 위에 나의 주 아수르의 영광과 용맹함, 나의 위대한 업적, 나의 주 아수르의 보호 아래 내가 어떻게 오고 갔는지, 그리고 나의 정복하는 손의 힘을 기록하게 했다. 나의 모든 적들이 볼 수 있도록, 영원히 그것을 세웠다.

### 기원전 671년-670년의 음모

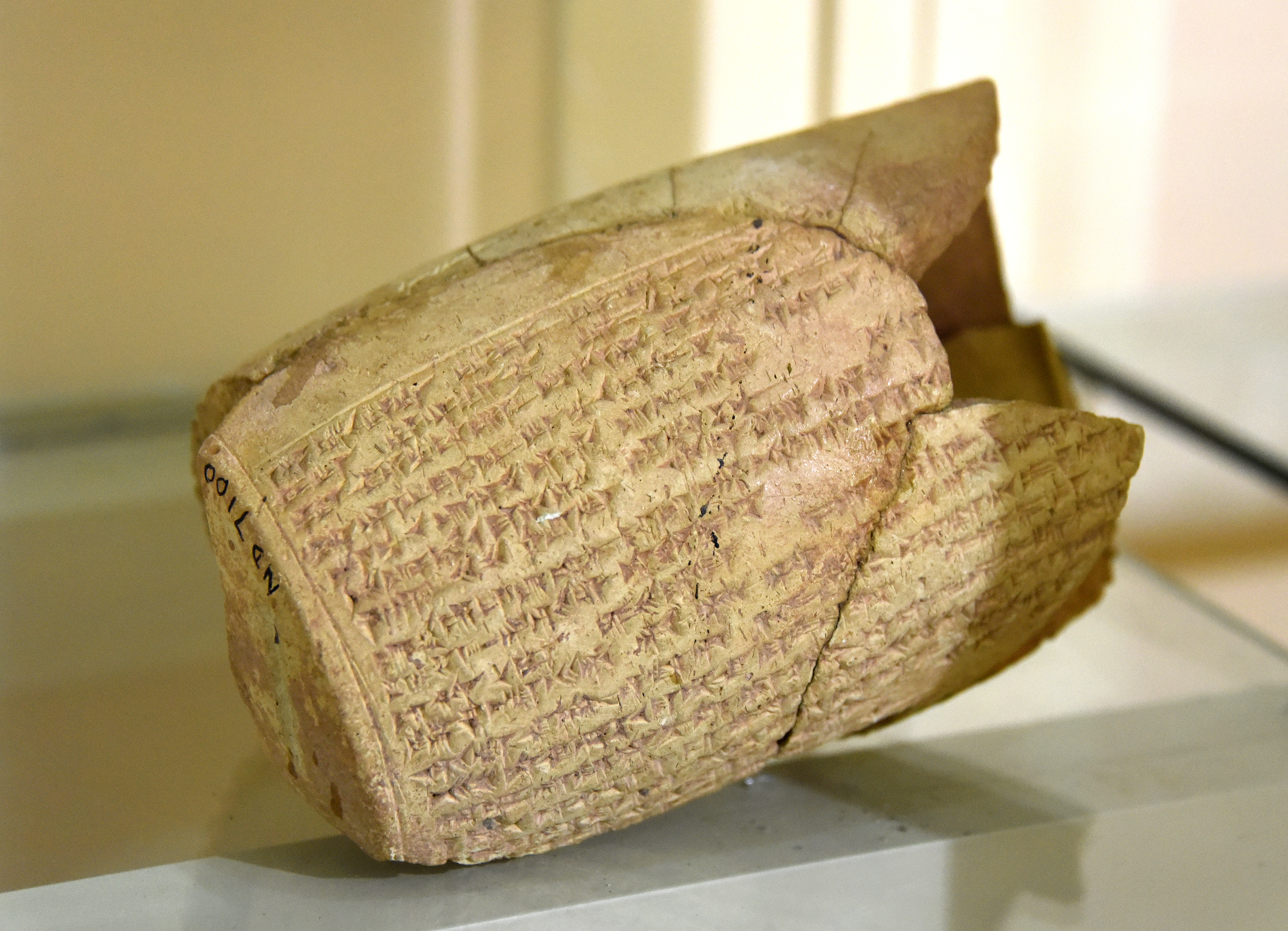
님루드에 있는 에사르하돈의 궁전에서 발굴된 에사르하돈의 비문이 새겨진 실린더. 에르빌 문명 박물관에 전시되어 있다.

에사르하돈이 이집트에서 승리한 직후, 하란에서 새로운 예언이 제국 전역에 퍼졌다. 에사르하돈이 이집트를 정복하고 이전 하란의 예언이 옳았음을 입증했기 때문에, 하란의 신탁은 신뢰할 만한 것으로 여겨졌다. 한 열광적인 여성(누스쿠의 신탁)이 말한 이 예언은 다음과 같았다:
이것은 신 누스쿠의 말씀이다: 왕권은 사시에게 속한다. 나는 센나케립의 이름과 씨앗을 멸망시킬 것이다!

이 예언의 의미는 명확했다. 그것은 센나케립의 모든 후손을 찬탈자로 선언함으로써 에사르하돈의 통치에 대한 반란의 종교적 기반을 제공했다. 에사르하돈의 피부 질환이 하란 방문 중에 드러났을 수 있으며, 이것이 그를 불법자로 선언한 이유일 수 있다. 정당한 왕으로 선포된 사시의 신원은 알려져 있지 않지만, 그는 왕위에 대한 주장을 하기 위해 이전 아시리아 왕족과 어떤 식으로든 관련이 있었을 수 있다. 그는 에사르하돈의 할아버지 사르곤 2세의 후손이었을 가능성도 있다. 사시는 제국 전역에서 빠르게 많은 지지를 모았으며, 심지어 에사르하돈의 수석 환관 아슈르-나시르도 그의 편에 끌어들였을 수 있다.
에사르하돈이 음모를 알게 되는 데는 오랜 시간이 걸리지 않았다. 편집증 때문에 에사르하돈은 제국 전역에 광범위한 정보망을 가지고 있었으며, 그들은 그에게 대항하는 모든 계획된 행동을 듣는 즉시 보고하겠다고 맹세했다. 이러한 보고를 통해 에사르하돈은 공모자들이 하란뿐만 아니라 바빌론과 아시리아 본토에서도 활동하고 있음을 알게 되었다. 한동안 에사르하돈은 단순히 공모자들의 활동에 대한 정보를 수집했으며, 자신의 생명에 대한 두려움 때문에 기원전 671년에 이전에 이 의식을 완료한 지 불과 3개월 만에 "대리 왕" 의식을 두 번째로 수행했다.
의식이 끝나자마자 에사르하돈은 은둔지에서 나와 공모자들을 잔혹하게 학살했는데, 이는 그의 통치 기간 동안 두 번째 숙청이었다. 사시와 그를 왕으로 선포했던 여인의 운명은 알려져 있지 않지만, 그들이 붙잡혀 처형되었을 가능성이 높다. 살해된 관리들의 수가 많았기 때문에 아시리아의 행정 구조는 수년 만에 가장 큰 타격을 입었다. 670년 첫 몇 달 동안은 연도를 선정할 공식 책임자가 지정되지 않았는데, 이는 아시리아 역사에서 극히 드문 일이었다. 사시 지지자들의 거주지였던 것으로 추정되는 여러 도시의 건물 잔해가 670년에 파괴된 것으로 연대 측정되었다. 이 음모 이후 에사르하돈은 보안을 상당히 강화했다. 그는 궁정 위계에 두 개의 새로운 직책을 도입하여 그를 만나는 것을 더 어렵게 만들었고, 이는 그의 궁전에 대한 접근을 통제하는 관리의 수를 제한했다.

### 사망

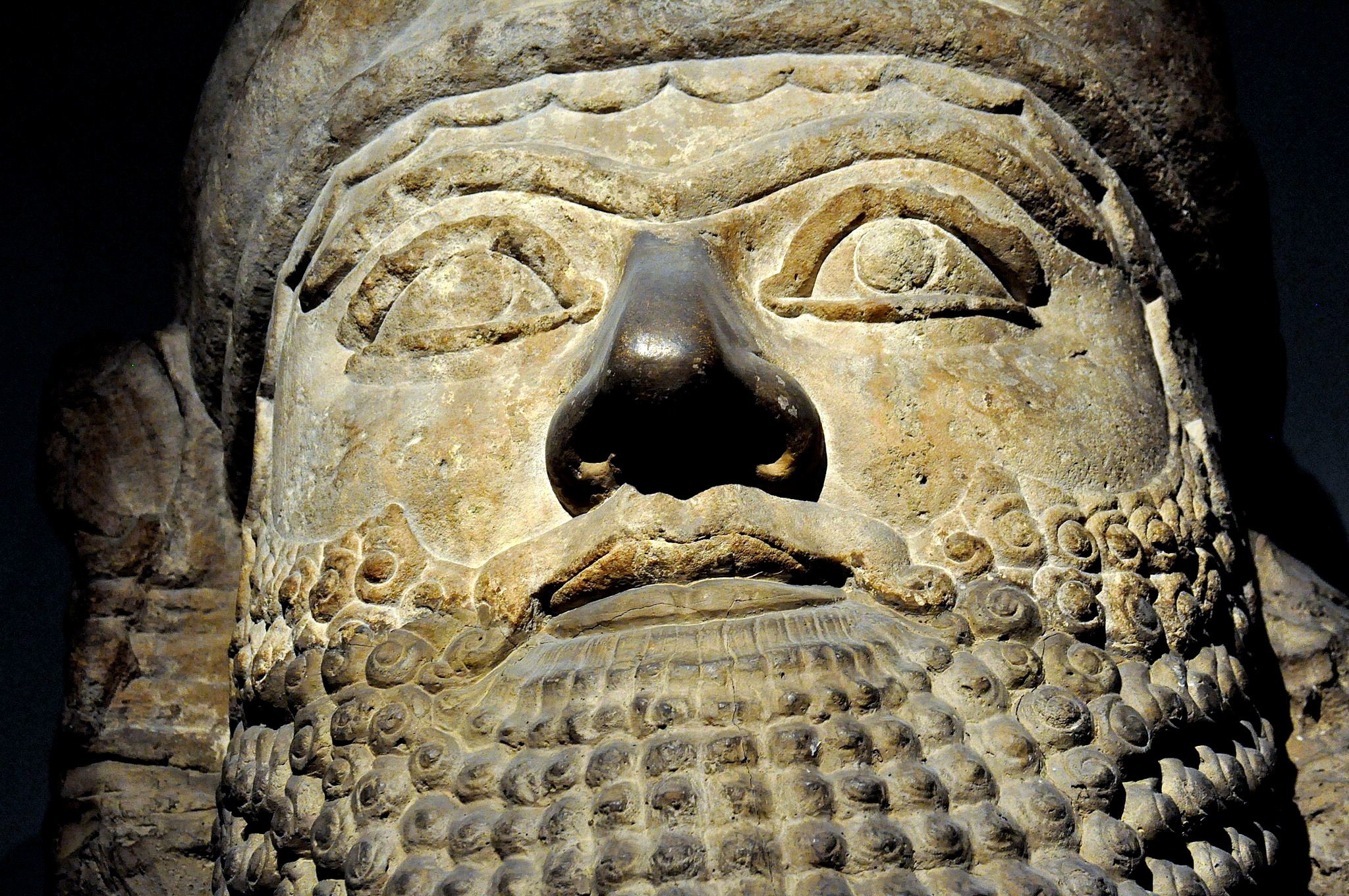
님루드에 있는 에사르하돈 궁전의 라마수 머리, c. 기원전 670년. 대영박물관에 전시되어 있다.

음모에서 성공적으로 살아남았음에도 불구하고 에사르하돈은 병에 시달리고 편집증에 사로잡혀 있었다. 불과 1년 후인 기원전 669년, 그는 다시 한번 "대리 왕" 의식을 거행했다. 이 무렵 패배한 파라오 타하르카가 남쪽에서 나타났고, 아마도 아시리아 내의 혼란스러운 정치 상황과 결합하여 이집트가 에사르하돈의 지배에서 벗어나려 시도하도록 영감을 주었다.
에사르하돈은 이 반란에 대한 소식을 듣고 이집트에 자신이 임명했던 일부 총독들까지도 그에게 공물을 바치는 것을 중단하고 반란군에 합류했다는 사실을 알게 되었다. 백일간의 은둔에서 벗어나 그의 기준으로는 비교적 건강한 상태로 나타난 에사르하돈은 세 번째로 이집트 원정을 떠났다. 왕은 하란에서 기원전 669년 10월 아라흐삼나월 (대략 율리우스력 11월 1일)에 사망했다. 이집트 국경에 도달하기 전이었다. 반대되는 증거가 없다는 점은 그의 죽음이 자연적이었고 예상치 못했다는 것을 시사한다.
에사르하돈 사망 후, 그의 아들 아슈르바니팔과 샤마쉬-슈마-우킨은 정치적 혼란과 유혈 사태 없이 아시리아와 바빌로니아의 왕위에 성공적으로 올랐다. 이는 에사르하돈의 계승 계획이 적어도 초기에는 성공적이었음을 의미한다.

## 외교

### 아랍인과의 외교

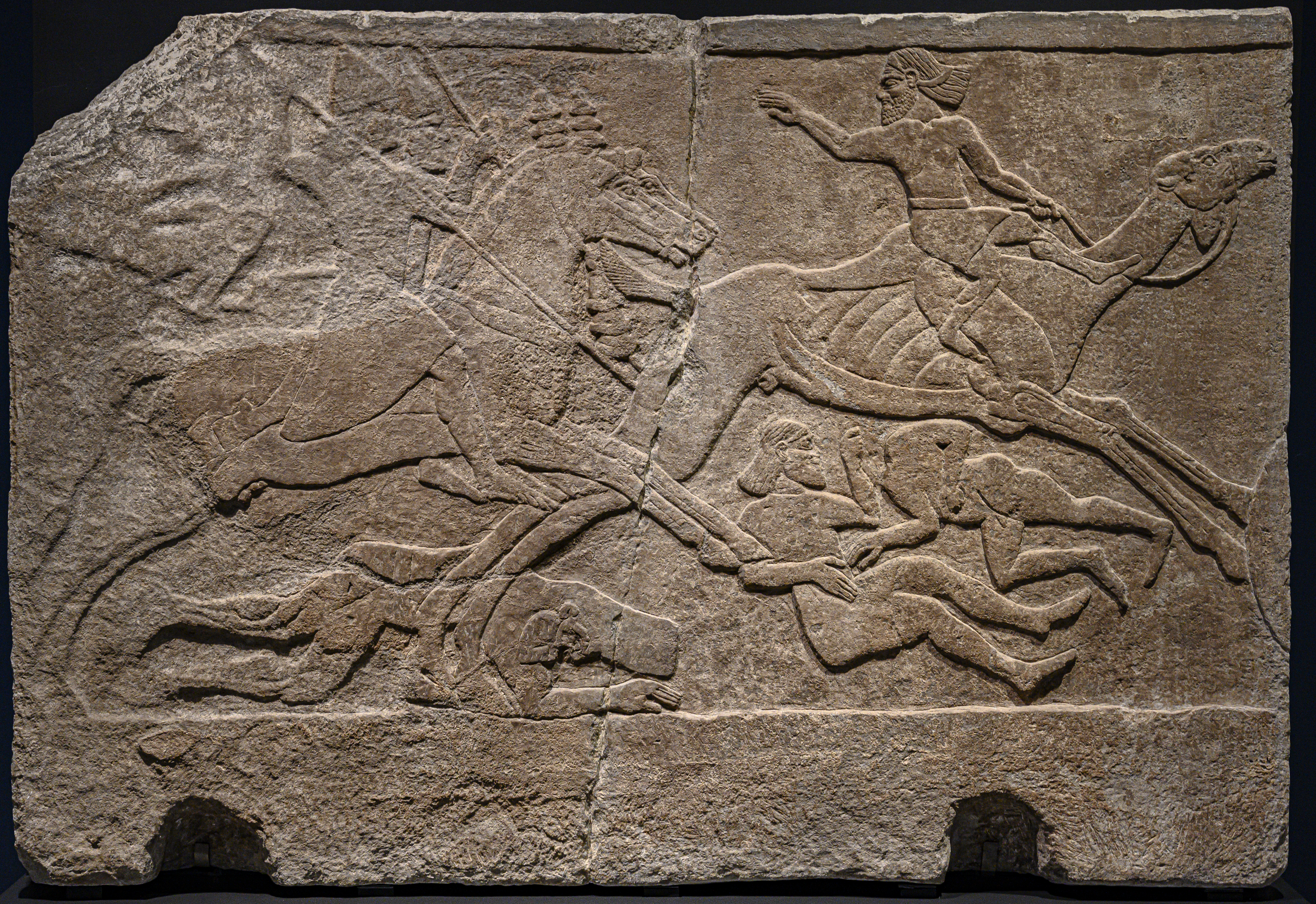
님루드 중앙 궁전에서 발굴된 아시리아 부조로, 낙타 기병과의 전투를 묘사한다. 티글라트-필레세르 3세, 기원전 728년, 대영박물관.

시나이반도의 아랍인과 다른 부족들의 지지는 기원전 671년 에사르하돈의 이집트 원정에서 매우 중요했다. 에사르하돈은 또한 그의 아버지가 아라비아반도, 특히 아둠마투 도시 주변에서 정복했던 아랍 부족들의 충성을 유지하고자 했다. 아둠마투의 왕 하자엘은 에사르하돈에게 공물을 바치고 여러 선물을 보냈는데, 에사르하돈은 몇 년 전 센나케립이 빼앗아갔던 하자엘의 신상들을 돌려줌으로써 보답했다. 하자엘이 죽고 그의 아들 야우타가 뒤를 이었을 때, 야우타의 왕위는 에사르하돈에 의해 인정되었으며, 그는 또한 새로운 왕이 그의 통치에 대항하는 반란을 진압하는 것을 도왔다. 그 직후 야우타는 에사르하돈에 대항하여 반란을 일으켰고, 그는 아시리아 군대에 의해 패배하고 왕위에서 도망쳤지만, 아슈르바니팔의 통치 기간 동안 그는 아슈르바니팔의 용서를 받아 다시 권력을 잡았다. 그럼에도 불구하고 야우타는 결국 다시 신아시리아 제국과의 관계를 끊으려 했고, 이는 아슈르바니팔이 그의 영토를 침공하여 그를 붙잡고 니네베로 데려가 공개적으로 망신을 주게 했다.
에사르하돈은 또한 아시리아 왕실 궁전에서 자란 여성인 타부아를 "아랍의 여왕"으로 성공적으로 임명하고 그녀가 백성에게 돌아가 통치하도록 허락했다. 또 다른 사건에서는, 에사르하돈이 기원전 676년에 "바자"라는 나라를 침공했는데(아라비아반도 동쪽에 위치한 것으로 추정), 이는 야디라는 도시의 현지 왕의 원조 요청을 받은 후였다. 이 원정에서 아시리아인들은 이 지역의 여덟 왕을 물리치고 정복한 영토를 야디 왕에게 주었다.

### 메디아와의 외교
에사르하돈의 통치 기간 동안 많은 메디아인과 페르시아인이 아시리아의 봉신이 되거나 유지되었다. 아시리아인들이 기원전 676년 이전에 중앙 메디아 어딘가에 위치한 것으로 알려진 비크니 산 근처에서 메디아 왕 에파르나와 시디르파르나를 물리쳤을 때 아시리아 군대는 메디아인들에게 아시리아가 두려워할 만한 강대국임을 입증했다. 이 승리의 결과로 많은 메디아인들이 기꺼이 아시리아에 충성을 맹세하고 니네베에 선물을 가져왔으며 에사르하돈이 그들의 땅에 아시리아 총독을 임명하는 것을 허락했다.
에사르하돈이 그의 신하들에게 아슈르바니팔과 샤마쉬-슈마-우킨의 계승에 대한 자신의 바람을 지키겠다고 맹세하게 했을 때, 그의 후계자들에게 충성을 맹세하게 된 봉신들 중 일부는 메디아 출신의 통치자와 왕자들이었다. 에사르하돈과 메디아인들과의 관계는 항상 평화롭지는 않았는데, 기원전 672년까지 메디아의 아시리아에 대한 약탈 기록이 있으며, 메디아인들은 에사르하돈이 그의 신탁에게 하는 요청에서 아시리아의 잠재적 적들로 끊임없이 언급된다. 메디아에서 에사르하돈의 주요 경쟁자 중 한 명은 아시리아인들이 카쉬타리투라고 불렀던 인물로, 그는 아시리아 영토를 약탈했다. 이 왕은 아마도 메디아 제국의 두 번째 왕인 프라오르테스와 동일 인물일 것이다.

## 가족과 자녀

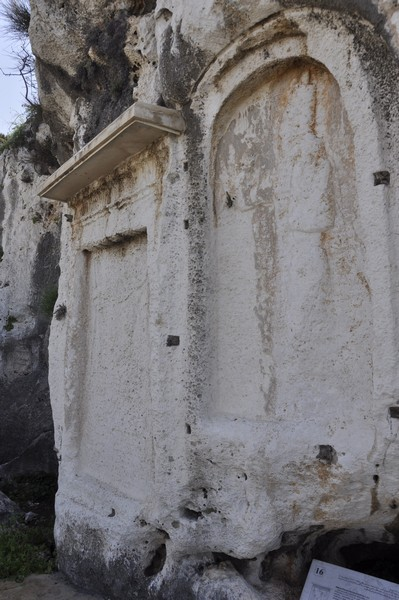
레바논의 나흐르 알 칼브강 어귀에 있는 에사르하돈(오른쪽)과 이집트 파라오 람세스 2세(왼쪽)의 나흐르 알-칼브 기념석비.

비문을 통해 에사르하돈이 여러 명의 아내를 두었음을 확인할 수 있는데, 그의 계승 조약에서는 "아슈르바니팔의 어머니가 낳은 아들들"과 "에사르하돈이 낳은 나머지 아들들"을 구분하고 있다. 이 아내들 중 알려진 이름은 에사르하돈의 왕비인 에샤라-함마트 (Ešarra-ḫammat) 뿐이다. 에샤라-함마트는 주로 그녀의 사망 이후, 특히 에사르하돈이 그녀를 위해 건설한 마우솔레움과 관련된 자료에서 알려져 있다. 에사르하돈의 많은 자녀들 중 누가 그녀의 자녀였는지는 불확실하다.
에사르하돈에게는 적어도 18명의 자녀가 있었다. 이 자녀들 중 일부는 에사르하돈과 유사하게 끊임없는 질병에 시달렸으며, 궁정 의사들의 영구적이고 지속적인 의료 관리를 필요로 했다. 왕의 "많은 자녀들"을 언급하는 에사르하돈 신하들의 동시대 서신들은 고대 아시리아 기준으로 그의 가족이 대가족으로 여겨졌음을 확인한다. 에사르하돈의 자녀 중 이름이 알려진 사람들은 다음과 같다:
- 셰루아-에테라트(𒊩𒀭𒂔𒂊𒉈𒋥 Šeruʾa-eṭirat)[66][63] – 에사르하돈의 장녀이자 이름이 알려진 유일한 딸. 셰루아-에테라트는 아슈르바니팔보다 나이가 많았으며, 에사르하돈의 모든 자녀들 중 가장 나이가 많았을 수도 있다. 수많은 비문에서 알 수 있듯이 그녀는 에사르하돈의 궁정과 이후 아슈르바니팔의 궁정에서 중요한 위치를 차지했다.[67]
- 신-나딘-아플리(𒌍 PackageManager 또는 𒁹𒀭𒌍 PackageManager Sîn-nadin-apli)[68][63] – 에사르하돈의 장남이자 기원전 674년부터 672년 그의 갑작스러운 죽음까지의 태자.[45][63]
- 샤마쉬-슈마-우킨(𒌋𒌋𒈬𒁺 Šamaš-šumu-ukin)[63] – 에사르하돈의 차남이자,[63] 기원전 672-669년 바빌론의 태자 겸 상속자, 그 이후 바빌론의 왕.[45]
- 샤마쉬-메투-우발리트(𒁹𒀭𒄑पीरियัติ} Šamaš-metu-uballiṭ)[69][63] – 에사르하돈의 아마도 셋째 아들.[63] 그의 이름 "샤마쉬가 죽은 자를 살려냈다"는 그가 건강이 좋지 않았거나 난산이었음을 시사한다. 그는 기원전 672년까지 살아 있었으며, 그의 건강이 그가 어린 동생에게 상속자 자리를 양보한 이유일 수 있다. 샤마쉬-메투-우발리트가 아슈르바니팔의 계승을 받아들이지 않고 목숨으로 값을 치렀을 가능성도 있다.[70]
- 아슈르바니팔(𒀸𒋩𒆕𒀀 Aššur-bāni-apli)[71]) – 에사르하돈의 아마도 넷째 아들이며,[63] 기원전 672-669년 아시리아의 태자 겸 상속자, 그 이후 아시리아의 왕.[45]
- 아슈르-타키샤-리블루트 (Aššur-taqiša-libluṭ)[63] – 에사르하돈의 아마도 다섯째 아들.[70] 병약한 아이였을 것으로 추정되며, 기원전 672년 이전에 사망했을 가능성이 있다.[72]
- 아슈르-무킨-팔레야(𒁹𒀭𒊹𒈬𒆥 Bahamas Aššur-mukin-paleʾa)[73][63] – 에사르하돈의 아마도 여섯째 아들.[70] 에사르하돈이 이미 왕이었을 때 태어났을 가능성이 높다. 아슈르바니팔의 통치 기간 동안 아수르에서 사제가 되었다.[72]
- 아슈르-에텔-샤메-에르세티-무발리수(𒁹𒀸𒋩𒈗𒀭𒆠𒋾𒁉 Aššur-etel-šamê-erṣeti-muballissu)[74][63] – 에사르하돈의 아마도 일곱째 아들.[70] 에사르하돈이 이미 왕이었을 때 태어났을 가능성이 높다. 아슈르바니팔의 통치 기간 동안 하란에서 사제가 되었다.[72]
- 아슈르-사라니-무발리수(𒁹𒀸𒋩𒈗𒀀𒉌𒋾𒆷𒁉 Aššur-šarrani-muballissu)[75][76] – 단 하나의 편지에서만 언급되며, 아슈르-사라니-무발리수는 아슈르-에텔-샤메-에르세티-무발리수와 동일 인물일 가능성도 있다.[76]
- 신-페루-우킨(𒁹𒀭𒌍𒉭𒁺𒅔 Sîn-perʾu-ukin[77])[76] – 왕을 방문하기에 적절한 시기를 묻는 편지와 그가 건강하다고 묘사된 다른 편지에서 알려져 있다.[76]

## 유산

### 에사르하돈 사망 후 아시리아

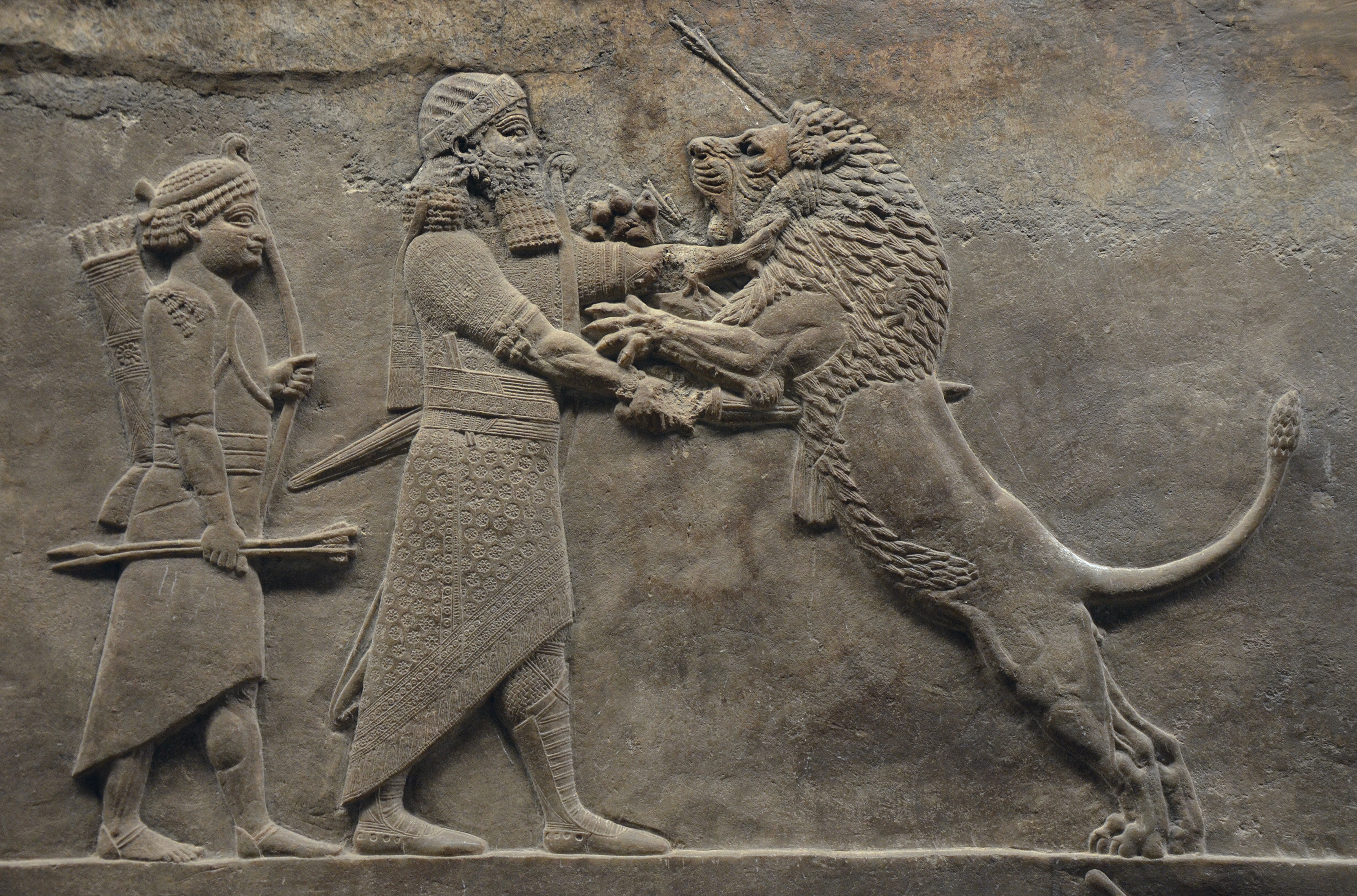
아슈르바니팔의 사자 사냥에 묘사된 에사르하돈의 후계자 아슈르바니팔.

에사르하돈 사후, 그의 아들 아슈르바니팔은 아시리아의 왕이 되었다. 형의 대관식에 참석한 후, 샤마쉬-슈마-우킨은 도난당한 벨 신상을 바빌론으로 돌려보냈고 바빌론의 왕이 되었다. 바빌론에서 아슈르바니팔은 형을 위한 호화로운 대관식 축제를 후원했다. 왕이라는 칭호에도 불구하고, 샤마쉬-슈마-우킨은 아슈르바니팔의 봉신이었다; 아슈르바니팔은 바빌론에서 (전통적으로 바빌론 군주가 바치던) 왕실 제사를 계속 바쳤고, 남부의 총독들은 아시리아인이었다. 남부에 주둔한 군대와 경비병도 아시리아인이었다. 샤마쉬-슈마-우킨의 바빌론 통치 초기 대부분은 요새와 사원을 복원하며 평화롭게 보냈다.
그와 그의 형제가 정식으로 군주로 즉위한 후, 아슈르바니팔은 기원전 667년에 에사르하돈의 미완성된 마지막 이집트 원정을 완료하기 위해 떠났다. 기원전 667년 원정에서 아슈르바니팔은 테베까지 남쪽으로 진군하며 약탈했고, 승리 후 프삼티크 1세(에사르하돈의 궁정에서 교육받은)와 네카우 1세를 공동 파라오로 남겨 봉신 통치자로 삼았다. 기원전 666-665년, 아슈르바니팔은 파라오 타하르카의 조카 탄타마니의 이집트 재탈환 시도를 물리쳤다.
샤마쉬-슈마-우킨은 점점 강해지면서 형으로부터 독립하는 데 더욱 관심을 갖게 되었다. 기원전 652년 샤마쉬-슈마-우킨은 엘람, 쿠시, 칼데아인을 포함한 아시리아의 적대 세력 연합과 동맹을 맺고 아슈르바니팔이 남부 도시에서 더 이상 제사를 지내는 것을 금지했다. 이는 4년 동안 지속된 내전으로 이어졌다. 기원전 650년경 샤마쉬-슈마-우킨의 상황은 암울해 보였는데, 아슈르바니팔의 군대가 시파르, 보르시파, 쿠타 그리고 바빌론 자체를 포위했기 때문이다. 바빌론은 마침내 기원전 648년에 함락되어 아슈르바니팔에 의해 약탈당했다. 샤마쉬-슈마-우킨은 사망했는데, 아마도 자살했을 것이다.
그의 오랜 통치 기간 동안, 아슈르바니팔은 아시리아의 모든 적과 경쟁자들을 상대로 전역을 펼쳤다. 아슈르바니팔 사후, 그의 아들들인 아슈르-에텔-일라니와 신샤리쉬쿤은 한동안 제국을 통치했지만,  그들의 통치 기간 동안 아시리아의 많은 봉신들이 독립을 선언할 기회를 잡았다. 기원전 627년부터 612년까지 아시리아 제국은 사실상 붕괴되었고, 주로 메디아 제국과 새로 독립한 신바빌로니아 제국이 이끄는 아시리아 적대 연합이 아시리아 본토로 밀고 들어왔다. 기원전 612년, 니네베 자체는 약탈당하고 파괴되었다. 아시리아는 기원전 609년 하란에서 마지막 왕 아슈르-우발리트 2세가 패배하면서 멸망했다.

### 역사가들의 평가
에사르하돈과 그의 전임자 센나케립, 그리고 후계자 아슈르바니팔은 아시리아의 가장 위대한 세 왕 중 한 명으로 인정받고 있다. 그는 일반적으로 전임자보다 더 온화하고 부드러우며, 정복한 민족을 진정시키고 통합하는 데 더 많은 노력을 기울인 것으로 평가된다. 이 왕은 이집트 정복, 악명 높은 반항적인 바빌로니아의 성공적이고 평화로운 통제, 그리고 야심찬 건설 프로젝트를 포함한 그의 많은 업적으로 인해 신아시리아 통치자 중 가장 성공적인 인물 중 한 명으로 묘사되어 왔다. 아시리아 학자 카렌 라드너에 따르면, 에사르하돈은 다른 모든 아시리아 왕들보다 이용 가능한 자료에서 개인으로서 더 분명하게 드러난다. 대부분의 아시리아 왕들은 그들의 왕실 비문을 통해서만 알려져 있지만, 에사르하돈의 10년 통치는 궁정 서신과 같은 다른 많은 문서들이 남아 있기 때문에 예외적으로 잘 기록되어 있다.
그의 유명한 도서관을 위해 고대 메소포타미아 문학 작품들을 수집한 것으로 유명한 아슈르바니팔은 이미 에사르하돈의 통치 기간 동안 그러한 작품들을 수집하기 시작했다. 에사르하돈이 아슈르바니팔의 수집과 교육을 장려한 것으로 평가될 수 있다.

## 칭호

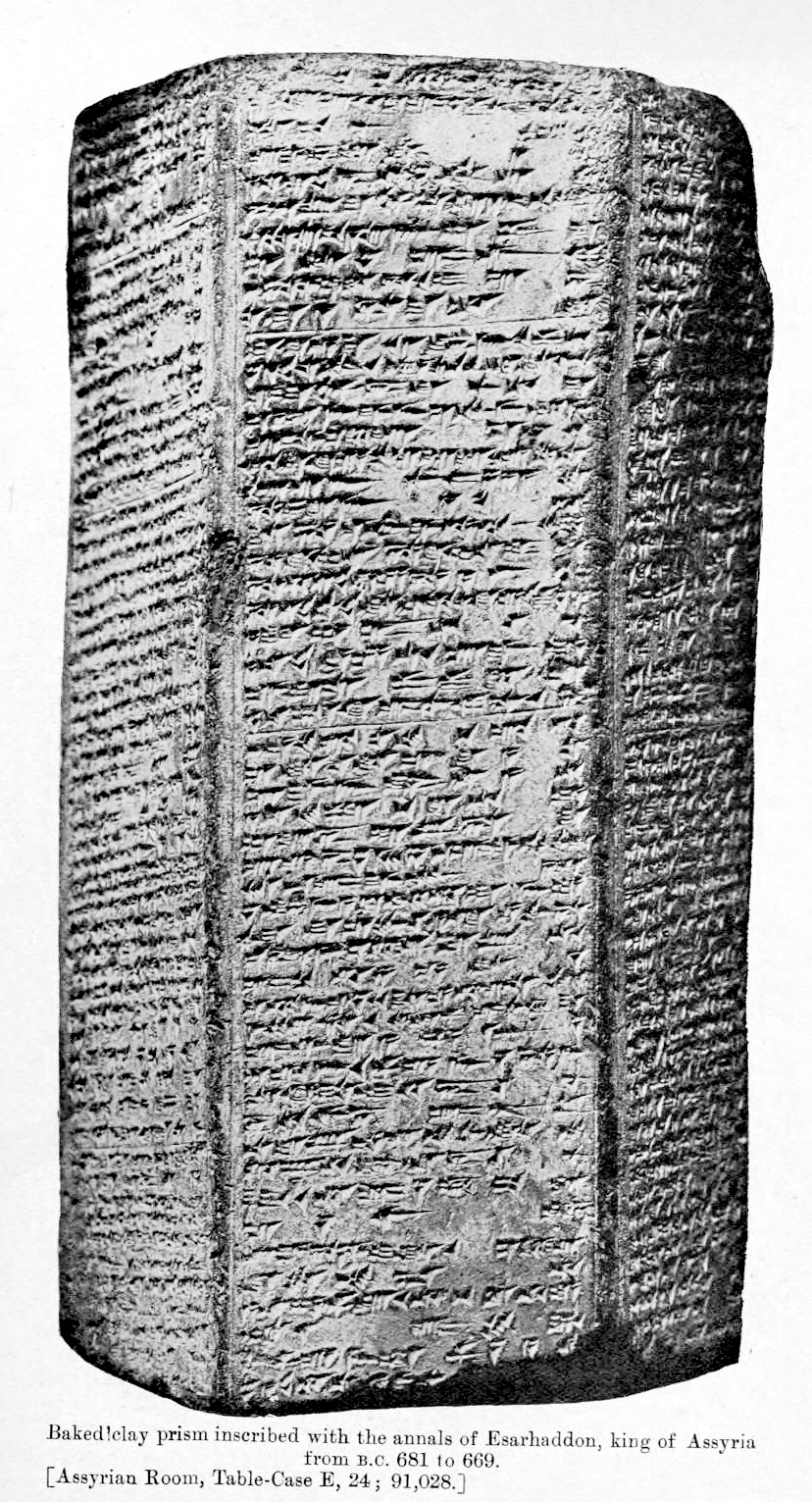
에사르하돈의 실린더 중 가장 잘 보존된 것, 대영박물관 BM 91028.

태자 임명과 권력 장악을 묘사하는 비문에서 에사르하돈은 다음과 같은 왕실 칭호를 사용한다:
에사르하돈, 위대한 왕, 아시리아의 왕, 바빌론의 총독, 수메르와 아카드의 왕, 사방의 왕, 그의 주님들인 위대한 신들의 총애를 받는 자. 아수르, 마르두크, 나부, 니네베의 이슈타르, 아르벨라의 이슈타르가 [일부 유실] 그의 이름을 왕권으로 명명했다.

다른 비문에는 에사르하돈의 칭호가 다음과 같이 쓰여 있다:
에사르하돈, 위대한 왕, 강력한 왕, 우주의 왕, 아시리아의 왕, 바빌론의 총독, 수메르와 아카드 왕, 위대한 왕, 강력한 왕, 아시리아의 왕 센나케립의 아들, 위대한 왕, 강력한 왕, 아시리아의 왕 사르곤의 손자; 그의 주님들인 위대한 신 아수르, 신, 샤마쉬, 나부, 마르두크, 니네베의 이슈타르, 아르벨라의 이슈타르의 보호 아래 해뜨는 곳부터 해지는 곳까지 나아가 적수가 없었노라.

에사르하돈의 왕실 칭호 중 더 긴 버전과 신들로부터 받은 그의 선물을 자랑하는 내용이 그의 다른 비문에 보존되어 있는데, 다음과 같다:
나는 에사르하돈, 우주의 왕, 아시리아의 왕, 강력한 전사, 모든 왕자들 중 첫째, 아시리아의 왕 센나케립의 아들, 우주의 왕, 아시리아의 왕 사르곤의 손자이다. 아수르와 닌릴의 창조물, 신과 샤마쉬의 사랑을 받는 자, 나부와 마르두크의 총애를 받는 자, 여왕 이슈타르의 애정의 대상, 위대한 신들의 마음이 원하는 바; 강력하고 현명하며 사려 깊고 아는 자, 위대한 신들이 위대한 신들의 형상 복원과 모든 대도시의 성지 완전 재건을 위해 왕권으로 부르신 자. 아수르 사원의 건축자, 에사길라와 바빌론의 복원자, 그곳에 거주하는 신들과 여신들의 형상을 복원한 자, 포로로 잡힌 땅의 신들을 아수르에서 그들의 자리로 돌려보내 평화로운 거처에 거주하게 한 자, 모든 사원을 완전히 복원하고 신들을 그들의 성지에 정착시켜 영원히 그곳에 거주하게 할 때까지.
나는 그들의 힘에 의존하여 해뜨는 곳부터 해지는 곳까지 의기양양하게 진군했으며, 적수가 없었고, 사방의 왕자들을 내 발아래 굴복시켰다. 아수르에 반란을 일으킨 모든 땅에 대해 그들은 나를 보냈다. 신들의 아버지 아수르는 나에게 백성들을 정착시키고 평화롭게 살게 하고, 아시리아의 국경을 확장하도록 위임했다. 티아라의 주님 신은 나에게 힘, 남성다움, 용맹을 주셨다. 신들의 빛 샤마쉬는 나의 존귀한 이름에 최고의 명성을 가져다주었다. 신들의 왕 마르두크는 나의 통치에 대한 두려움이 강력한 허리케인처럼 사방의 땅을 압도하게 했다. 신들 중 전능한 네르갈은 나에게 두려움, 공포, 경외심을 불러일으키는 웅장함을 선물로 주셨다. 전투와 전쟁의 여왕 이슈타르는 나에게 강력한 활과 거대한 창을 선물로 주셨다.

## 같이 보기
- 티레의 바알과의 에사르하돈 조약 (K 3500 + K 4444 + K 10235)
- 에사르하돈의 계승 조약 또는 우라카자바르나의 라마타야와의 봉신 조약 (BM 132548)
- 아시리아의 왕
- 신아시리아 제국의 군사 역사
- 성경 외 자료에서 확인된 성경 인물 목록
- 2014년 ISIL에 의해 파괴된 요나 (유누스)의 무덤 아래 니네베 (모술)에서 발견된 에사르하돈의 궁전 (2017년)
- 샤-나부-슈

## 주해
1. 1 2  대부분의 학자들은 아르다-물리수의 유죄를 기정사실로 받아들인다.[7] 바빌로니아의 동조자나 심지어 에사르하돈 자신이 범죄를 저질렀을 것이라는 다른 가설들이 제안되기도 했다.[8] 2020년, 앤드류 내프는 아르다-물리수의 유죄 진술의 모순점, 에사르하돈과 센나케립의 험악했던 관계, 에사르하돈이 군대를 모아 형제들을 격파한 속도, 그리고 다른 정황 증거를 들어 에사르하돈이 실제로 살인 배후에 있었을 수 있다고 제안했다.[9]

### 참고 문헌
- Ahmed, Sami Said (2018). 《Southern Mesopotamia in the time of Ashurbanipal》. Walter de Gruyter GmbH & Co KG. ISBN 978-3111033587.
- Barcina Pérez, Cristina (2016). 《Display Practices in the Neo-Assyrian Period》. 《Universiteit Leiden - Research Master in Assyriology》.
- Bertman, Stephen (2005). 《Handbook to Life in Ancient Mesopotamia》. Oxford University Press USA. ISBN 978-0195183641.
- Budge, Ernest A. (2007) [1880]. 《The History of Esarhaddon》. Routledge. ISBN 978-1136373213. 2021년 12월 14일에 원본 문서에서 보존된 문서. 2019년 11월 24일에 확인함.
- Cole, Steven W.; Machinist, Peter (1998). 《Letters From Priests to the Kings Esarhaddon and Assurbanipal》 (PDF). Helsinki University Press. ISBN 978-1575063294.
- Cunliffe, Barry W. (2015). 《By Steppe, Desert, and Ocean: The Birth of Eurasia》. Oxford University Press. ISBN 978-0199689170.
- Damrosch, David (2007). 《The Buried Book: The Loss and Rediscovery of the Great Epic of Gilgamesh》. Henry Holt and Company. ISBN 978-0805087253.
- David, Anthony E. (2002). 《A Biographical Dictionary of Ancient Egypt》. Routledge. ISBN 9781135377045.
- Douglas, J. D. (1965). 《New Bible Dictionary》. Wm Eerdmans Publishing.
- Ephʿal, Israel (2005). 《Esarhaddon, Egypt, and Shubria: Politics and Propaganda》. 《Journal of Cuneiform Studies》 57 (University of Chicago Press). 99–111쪽. doi:10.1086/JCS40025994. S2CID 156663868.
- Fales, Frederick Mario (2012). 《After Ta'yinat: The New Status of Esarhaddon's Adê for Assyrian Political History》. 《Presses Universitaires de France》 106. 133–158쪽.
- Grayson, A. K. (1970). 〈Assyria: Sennacherib and Esarhaddon (704–669 BC)〉. 《The Cambridge Ancient History Volume 3 Part 2: The Assyrian and Babylonian Empires and Other States of the Near East, from the Eighth to the Sixth Centuries BC》. Cambridge University Press. ISBN 978-3111033587.
- Halton, Charles; Svärd, Saana (2017). 《Women's Writing of Ancient Mesopotamia》. Cambridge University Press. ISBN 978-1107052055.
- Johns, C. H. W. (1913). 《Ancient Babylonia》. Cambridge University Press. 124쪽. Shamash-shum-ukin.
- Jong, Matthijs (2007). 《Isaiah among the Ancient Near Eastern Prophets: A Comparative Study of the Earliest Stages of the Isaiah Tradition and the Neo-Assyrian Prophecies》. BRILL. ISBN 9789004161610.
- Kalimi, Isaac; Richardson, Seth (2014). 《Sennacherib at the Gates of Jerusalem: Story, History and Historiography》. Brill. ISBN 978-9004265615.
- Knapp, Andrew (2015). 《Royal Apologetic in the Ancient Near East》. SBL Press. ISBN 978-0884140740.
- Knapp, Andrew (2020). 《The Murderer of Sennacherib, yet Again: The Case against Esarhaddon》. 《Journal of the American Oriental Society》 140. 165–181쪽. doi:10.7817/jameroriesoci.140.1.0165. JSTOR 10.7817/jameroriesoci.140.1.0165. S2CID 219084248.
- Leichty, Erle (2011). 《The Royal Inscriptions of Esarhaddon, King of Assyria (680-669 BC)》. Eisenbrauns.
- Luckenbill, Daniel David (1927). 《Ancient Records of Assyria and Babylonia Volume 2: Historical Records of Assyria From Sargon to the End》. University of Chicago Press.
- MacGinnis, J. D. A. (1988). 《Ctesias and the Fall of Nineveh》 (PDF). 《Illinois Classical Studies》 13 (University of Illinois Press). 37–42쪽. 2017년 8월 15일에 원본 문서 (PDF)에서 보존된 문서. 2019년 11월 24일에 확인함.
- McConville, J. G. (1985). 《Ezra, Nehemiah, and Esther》. Westminster John Knox Press. ISBN 978-0664245832.
- Miller, Douglas B.; Shipp, R. Mark (1996). 《An Akkadian Handbook: Paradigms, Helps, Glossary, Logograms, and Sign List》. Eisenbrauns. ISBN 0931464862.
- Nissinen, Martti (2003). 《Prophets and Prophecy in the Ancient Near East》. Brill. ISBN 978-90-04-12691-6.
- Novotny, Jamie; Singletary, Jennifer (2009). 《Family Ties: Assurbanipal's Family Revisited》. 《Studia Orientalia Electronica》 106. 167–177쪽.
- Porter, Barbara N. (1987). 《Symbols of Power: Figurative Aspects of Esarhaddon's Babylonian Policy (681–669 BC)》. University of Pennsylvania. 1–434쪽.
- Porter, Barbara N. (1993). 《Images, Power, and Politics: Figurative Aspects of Esarhaddon's Babylonian Policy》. American Philosophical Society. ISBN 9780871692085.
- Postgate, Nicholas (2014). 《Bronze Age Bureaucracy: Writing and the Practice of Government in Assyria》. Cambridge University Press. ISBN 978-1107043756.
- Radner, Karen (2003). 《The Trials of Esarhaddon: The Conspiracy of 670 BC》. 《ISIMU: Revista sobre Oriente Próximo y Egipto en la antigüedad》 6 (Universidad Autónoma de Madrid). 165–183쪽.
- Radner, Karen (2012). 《After Eltekeh: Royal Hostages from Egypt at the Assyrian Court》. 《Stories of long ago. Festschrift für Michael D. Roaf》 (Ugarit-Verlag). 471–479쪽.
- Radner, Karen (2015). 《Ancient Assyria: A Very Short Introduction》. Oxford University Press. ISBN 978-0-19-871590-0.
- Tallqvist, Knut Leonard (1914). 《Assyrian Personal Names》 (PDF). Leipzig: August Pries.
- Widmer, Marie (2019). 《Translating the Seleucid βασίλισσα. Notes on the titulature of Stratonice in the Borsippa cylinder》. 《Greece & Rome》 66 (Cambridge University Press). 264–279쪽. doi:10.1017/S001738351900007X. S2CID 199880564.

.

### 웹 출처
- “에사르하돈”. 《브리태니커 백과사전》. 2019년 11월 22일에 확인함.
- “아사르하돈”. 《이란 백과사전》. 2019년 11월 23일에 확인함.
- “바빌로니아 연대기 일부가 새겨진 설형 문자판 (기원전 616–609년)”. 《대영박물관》. 2015년 10월 17일에 원본 문서에서 보존된 문서. 2015년 10월 17일에 확인함.
- Mark, Joshua J. (2009). “아슈르바니팔”. 《세계사 백과사전》. 2019년 11월 24일에 확인함.
- Mark, Joshua J. (2014). “에사르하돈”. 《세계사 백과사전》. 2019년 11월 23일에 확인함.